# Danh sách chuyển nhượng bóng đá Anh hè 2011
Thị trường chuyển nhượng của bóng đá Anh mở cửa vào 1 tháng 7 và đóng cửa vào lúc 23:00 ngày 31 tháng 8 năm 2011. Thêm vào đó, các cầu thủ tự do có thế ký hợp đồng vào bất cứ lúc nào, các câu lạc bộ dưới Premier League có thể mượn cầu thủ bất cứ lúc nào, và câu lạc bộ có thể mua thủ môn trong trường hợp khẩn cấp. Đây là danh sách chuyển nhượng kể từ mùa đông 2010–11 và trước khi thị trường đóng cửa.

## Danh sách
Các cầu thủ không có cờ là người Anh
| Thời gian            | Cầu thủ                     | Nơi đi                        | Nơi đến                          | Giá            |
| -------------------- | --------------------------- | ----------------------------- | -------------------------------- | -------------- |
| 2 tháng 2 năm 2011   | Danzelle St. Louis-Hamilton | Stoke City                    | Darlington                       | Không đàm phán |
| 7 tháng 2 năm 2011   | Ben Gordon                  | Chelsea                       | Scunthorpe United                | Cho mượn       |
| 8 tháng 2 năm 2011   | Gary Borrowdale             | Queens Park Rangers           | Carlisle United                  | Cho mượn       |
| 9 tháng 2 năm 2011   | Eric Lichaj                 | Aston Villa                   | Leeds United                     | Cho mượn       |
| 9 tháng 2 năm 2011   | Iain Turner                 | Everton                       | Preston North End                | Cho mượn       |
| 10 tháng 2 năm 2011  | Waide Fairhurst             | Doncaster Rovers              | Hereford United                  | Cho mượn       |
| 10 tháng 2 năm 2011  | Antonio German              | Queens Park Rangers           | Yeovil Town                      | Cho mượn       |
| 10 tháng 2 năm 2011  | Stephen Hughes              | Norwich City                  | Milton Keynes Dons               | Cho mượn       |
| 10 tháng 2 năm 2011  | Shefki Kuqi                 | Tự do                         | Newcastle United                 | Miễn phí       |
| 10 tháng 2 năm 2011  | Sam Winnall                 | Wolverhampton Wanderers       | Burton Albion                    | Cho mượn       |
| 11 tháng 2 năm 2011  | Daniel Ayala                | Liverpool                     | Derby County                     | Cho mượn       |
| 11 tháng 2 năm 2011  | Jeffrey Bruma               | Chelsea                       | Leicester City                   | Cho mượn       |
| 11 tháng 2 năm 2011  | Conor Clifford              | Chelsea                       | Notts County                     | Cho mượn       |
| 11 tháng 2 năm 2011  | Kevin McDonald              | Burnley                       | Notts County                     | Cho mượn       |
| 14 tháng 2 năm 2011  | Kieran Djilali              | Crystal Palace                | Chesterfield                     | Cho mượn       |
| 14 tháng 2 năm 2011  | Mason Springthorpe          | Shrewsbury Town               | Everton                          | £125k          |
| 15 tháng 2 năm 2011  | Jack Hobbs                  | Leicester City                | Hull City                        | Cho mượn       |
| 15 tháng 2 năm 2011  | Bjørn Helge Riise           | Fulham                        | Sheffield United                 | Cho mượn       |
| 15 tháng 2 năm 2011  | Sam Vokes                   | Wolverhampton Wanderers       | Sheffield United                 | Cho mượn       |
| 16 tháng 2 năm 2011  | Kagisho Dikgacoi            | Fulham                        | Crystal Palace                   | Cho mượn       |
| 16 tháng 2 năm 2011  | Paul McShane                | Hull City                     | Barnsley                         | Cho mượn       |
| 16 tháng 2 năm 2011  | Jamie Ward                  | Sheffield United              | Derby County                     | Cho mượn       |
| 17 tháng 2 năm 2011  | David Cotterill             | Swansea City                  | Portsmouth                       | Cho mượn       |
| 17 tháng 2 năm 2011  | Jason Euell                 | Blackpool                     | Doncaster Rovers                 | Cho mượn       |
| 17 tháng 2 năm 2011  | Julian Kelly                | Reading                       | Lincoln City                     | Cho mượn       |
| 17 tháng 2 năm 2011  | Sam Mantom                  | West Bromwich Albion          | Oldham Athletic                  | Cho mượn       |
| 18 tháng 2 năm 2011  | Andrew Davies               | Stoke City                    | Middlesbrough                    | Cho mượn       |
| 18 tháng 2 năm 2011  | Conrad Logan                | Leicester City                | Bristol Rovers                   | Cho mượn       |
| 18 tháng 2 năm 2011  | Robbie Neilson              | Leicester City                | Brentford                        | Cho mượn       |
| 18 tháng 2 năm 2011  | James Shea                  | Arsenal                       | Southampton                      | Cho mượn       |
| 19 tháng 2 năm 2011  | Franck Moussa               | Leicester City                | Doncaster Rovers                 | Cho mượn       |
| 21 tháng 2 năm 2011  | Rob Edwards                 | Blackpool                     | Norwich City                     | Cho mượn       |
| 21 tháng 2 năm 2011  | Adam Reed                   | Sunderland                    | Brentford                        | Cho mượn       |
| 22 tháng 2 năm 2011  | Theo Robinson               | Millwall                      | Derby County                     | Cho mượn       |
| 23 tháng 2 năm 2011  | Calum Flanagan              | Aston Villa                   | Kettering Town                   | Cho mượn       |
| 23 tháng 2 năm 2011  | Rob Kiernan                 | Watford                       | Wycombe Wanderers                | Cho mượn       |
| 24 tháng 2 năm 2011  | Mike Grella                 | Leeds United                  | Swindon Town                     | Cho mượn       |
| 24 tháng 2 năm 2011  | Johan Hammar                | Tự do                         | Everton                          | Miễn phí       |
| 25 tháng 2 năm 2011  | Michael Boulding            | Tự do                         | Derby County                     | Miễn phí       |
| 25 tháng 2 năm 2011  | Frank Fielding              | Blackburn Rovers              | Derby County                     | Cho mượn       |
| 25 tháng 2 năm 2011  | Martin Rowlands             | Queens Park Rangers           | Millwall                         | Cho mượn       |
| 25 tháng 2 năm 20111 | Adam Matthews               | Cardiff City                  | Celtic                           | Miễn phí       |
| 26 tháng 2 năm 2011  | Marlon Harewood             | Blackpool                     | Barnsley                         | Cho mượn       |
| 28 tháng 2 năm 2011  | David Amoo                  | Liverpool                     | Hull City                        | Cho mượn       |
| 2 tháng 3 năm 2011   | Mark Byrne                  | Nottingham Forest             | Barnet                           | Cho mượn       |
| 2 tháng 3 năm 2011   | Matthew Parsons             | Crystal Palace                | Barnet                           | Cho mượn       |
| 3 tháng 3 năm 2011   | Jason Brown                 | Blackburn Rovers              | Cardiff City                     | Cho mượn       |
| 3 tháng 3 năm 2011   | Jordan Spence               | West Ham United               | Bristol City                     | Cho mượn       |
| 4 tháng 3 năm 2011   | Ben Pringle                 | Derby County                  | Torquay United                   | Cho mượn       |
| 4 tháng 3 năm 2011   | Ivan Sproule                | Bristol City                  | Notts County                     | Cho mượn       |
| 5 tháng 3 năm 2011   | Lauri Dalla Valle           | Fulham                        | Bournemouth                      | Cho mượn       |
| 7 tháng 3 năm 2011   | Barry Bannan                | Aston Villa                   | Leeds United                     | Cho mượn       |
| 7 tháng 3 năm 2011   | Jamie Reckord               | Wolverhampton Wanderers       | Northampton Town                 | Cho mượn       |
| 7 tháng 3 năm 2011   | Andros Townsend             | Tottenham Hotspur             | Millwall                         | Cho mượn       |
| 8 tháng 3 năm 2011   | Kemy Agustien               | Swansea City                  | Crystal Palace                   | Cho mượn       |
| 8 tháng 3 năm 2011   | Kris Boyd                   | Middlesbrough                 | Nottingham Forest                | Cho mượn       |
| 8 tháng 3 năm 2011   | Nathan Delfouneso           | Aston Villa                   | Burnley                          | Cho mượn       |
| 8 tháng 3 năm 2011   | Neil Etheridge              | Fulham                        | Charlton Athletic                | Cho mượn       |
| 8 tháng 3 năm 2011   | Ricardo Gardner             | Bolton Wanderers              | Preston North End                | Cho mượn       |
| 8 tháng 3 năm 2011   | Paul Smith                  | Nottingham Forest             | Middlesbrough                    | Cho mượn       |
| 8 tháng 3 năm 2011   | Nialle Rodney               | Nottingham Forest             | Burton Albion                    | Cho mượn       |
| 10 tháng 3 năm 2011  | Calvin Andrew               | Crystal Palace                | Swindon Town                     | Cho mượn       |
| 10 tháng 3 năm 2011  | Ronan Murray                | Ipswich Town                  | Torquay United                   | Cho mượn       |
| 11 tháng 3 năm 2011  | Kieron Dyer                 | West Ham United               | Ipswich Town                     | Cho mượn       |
| 11 tháng 3 năm 2011  | Dean Parrett                | Tottenham Hotspur             | Charlton Athletic                | Cho mượn       |
| 12 tháng 3 năm 2011  | Frank Nouble                | West Ham United               | Charlton Athletic                | Cho mượn       |
| 14 tháng 3 năm 2011  | Richard Eckersley           | Burnley                       | Bury                             | Cho mượn       |
| 14 tháng 3 năm 2011  | Jeffrey Schlupp             | Leicester City                | Brentford                        | Cho mượn       |
| 15 tháng 3 năm 2011  | Alassane N'Diaye            | Crystal Palace                | Swindon Town                     | Cho mượn       |
| 15 tháng 3 năm 2011  | Danny Ward                  | Bolton Wanderers              | Huddersfield Town                | Cho mượn       |
| 16 tháng 3 năm 2011  | Danny Batth                 | Wolverhampton Wanderers       | Sheffield Wednesday              | Cho mượn       |
| 17 tháng 3 năm 2011  | Hope Akpan                  | Everton                       | Hull City                        | Cho mượn       |
| 17 tháng 3 năm 2011  | Zac Aley                    | Blackburn Rovers              | Morecambe                        | Cho mượn       |
| 17 tháng 3 năm 2011  | Fabio Borini                | Chelsea                       | Swansea City                     | Cho mượn       |
| 17 tháng 3 năm 2011  | Ryan Burge                  | Doncaster Rovers              | Oxford United                    | Cho mượn       |
| 17 tháng 3 năm 2011  | Rob Jones                   | Scunthorpe United             | Sheffield Wednesday              | Cho mượn       |
| 17 tháng 3 năm 2011  | Jens Lehmann                | Tự do                         | Arsenal                          | Miễn phí       |
| 17 tháng 3 năm 2011  | Shaun MacDonald             | Swansea City                  | Yeovil Town                      | Cho mượn       |
| 17 tháng 3 năm 2011  | Jonathan Obika              | Tottenham Hotspur             | Yeovil Town                      | Cho mượn       |
| 17 tháng 3 năm 2011  | Tommy Smith                 | Ipswich Town                  | Colchester United                | Cho mượn       |
| 17 tháng 3 năm 2011  | John Sullivan               | Millwall                      | Charlton Athletic                | Cho mượn       |
| 17 tháng 3 năm 2011  | Byron Webster               | Doncaster Rovers              | Northampton Town                 | Cho mượn       |
| 18 tháng 3 năm 2011  | Jean-Yves M'voto            | Sunderland                    | Oldham Athletic                  | Cho mượn       |
| 21 tháng 3 năm 2011  | Diomansy Kamara             | Fulham                        | Leicester City                   | Cho mượn       |
| 22 tháng 3 năm 2011  | Niall Canavan               | Scunthorpe United             | Shrewsbury Town                  | Cho mượn       |
| 22 tháng 3 năm 2011  | Cameron Lancaster           | Tottenham Hotspur             | Dagenham & Redbridge             | Cho mượn       |
| 22 tháng 3 năm 20111 | Myles Anderson              | Aberdeen                      | Blackburn Rovers                 | Miễn phí       |
| 23 tháng 3 năm 2011  | Marc Laird                  | Millwall                      | Walsall                          | Cho mượn       |
| 23 tháng 3 năm 2011  | Sean Morrison               | Reading                       | Huddersfield Town                | Cho mượn       |
| 24 tháng 3 năm 2011  | Trevor Carson               | Sunderland                    | Brentford                        | Cho mượn       |
| 24 tháng 3 năm 2011  | Adam Clayton                | Leeds United                  | Milton Keynes Dons               | Cho mượn       |
| 24 tháng 3 năm 2011  | Jordan Cook                 | Sunderland                    | Walsall                          | Cho mượn       |
| 24 tháng 3 năm 2011  | Shane Duffy                 | Everton                       | Burnley                          | Cho mượn       |
| 24 tháng 3 năm 2011  | Brad Jones                  | Liverpool                     | Derby County                     | Cho mượn       |
| 24 tháng 3 năm 2011  | Bongani Khumalo             | Tottenham Hotspur             | Preston North End                | Cho mượn       |
| 24 tháng 3 năm 2011  | Reggie Lambe                | Ipswich Town                  | Bristol Rovers                   | Cho mượn       |
| 24 tháng 3 năm 2011  | Oliver Lee                  | West Ham United               | Dagenham & Redbridge             | Cho mượn       |
| 24 tháng 3 năm 2011  | Jake Livermore              | Tottenham Hotspur             | Leeds United                     | Cho mượn       |
| 24 tháng 3 năm 2011  | Jason Lowe                  | Blackburn Rovers              | Oldham Athletic                  | Cho mượn       |
| 24 tháng 3 năm 2011  | Tom Kilbey                  | Portsmouth                    | Lincoln City                     | Cho mượn       |
| 24 tháng 3 năm 2011  | Gavin Mahon                 | Queens Park Rangers           | Crystal Palace                   | Cho mượn       |
| 24 tháng 3 năm 2011  | Donal McDermott             | Manchester City               | Bournemouth                      | Cho mượn       |
| 24 tháng 3 năm 2011  | Lee Nicholls                | Wigan Athletic                | Sheffield Wednesday              | Cho mượn       |
| 24 tháng 3 năm 2011  | Ramón Núñez                 | Leeds United                  | Scunthorpe United                | Cho mượn       |
| 24 tháng 3 năm 2011  | Joey O'Brien                | Bolton Wanderers              | Sheffield Wednesday              | Cho mượn       |
| 24 tháng 3 năm 2011  | Daniel Pacheco              | Liverpool                     | Norwich City                     | Cho mượn       |
| 24 tháng 3 năm 2011  | Elliot Parish               | Aston Villa                   | Lincoln City                     | Cho mượn       |
| 24 tháng 3 năm 2011  | Tom Parkes                  | Leicester City                | Burton Albion                    | Cho mượn       |
| 24 tháng 3 năm 2011  | Tamás Priskin               | Ipswich Town                  | Swansea City                     | Cho mượn       |
| 24 tháng 3 năm 2011  | Jlloyd Samuel               | Bolton Wanderers              | Cardiff City                     | Cho mượn       |
| 24 tháng 3 năm 2011  | Sam Vokes                   | Wolverhampton Wanderers       | Norwich City                     | Cho mượn       |
| 24 tháng 3 năm 2011  | Marcus Williams             | Reading                       | Scunthorpe United                | Cho mượn       |
| 25 tháng 3 năm 2011  | Elliott Cox                 | Queens Park Rangers           | Histon                           | Cho mượn       |
| 25 tháng 3 năm 2011  | Wes Foderingham             | Crystal Palace                | Histon                           | Cho mượn       |
| 25 tháng 3 năm 2011  | Jack Holland                | Crystal Palace                | Eastbourne Borough               | Cho mượn       |
| 25 tháng 3 năm 2011  | Cauley Woodrow              | Luton Town                    | Fulham                           | Cho mượn       |
| 30 tháng 3 năm 2011  | Pat O'Connor                | Millwall                      | Lewes                            | Cho mượn       |
| 15 tháng 4 năm 20111 | Dan Burn                    | Darlington                    | Fulham                           | Không tiết lộ  |
| 15 tháng 4 năm 2011  | Richard Eckersley           | Burnley                       | Major League Soccer (Toronto FC) | Cho mượn       |
| 15 tháng 4 năm 20111 | Nathan Luscombe             | Sunderland                    | Hartlepool United                | Không tiết lộ  |
| 9 tháng 5 năm 20111  | Ryan Allsop                 | West Bromwich Albion          | Millwall                         | Không tiết lộ  |
| 9 tháng 5 năm 2011   | Frank Fielding              | Blackburn Rovers              | Derby County                     | Không tiết lộ  |
| 9 tháng 5 năm 20111  | Theo Robinson               | Millwall                      | Derby County                     | Không tiết lộ  |
| 9 tháng 5 năm 2011   | Jamie Ward                  | Sheffield United              | Derby County                     | Không tiết lộ  |
| 10 tháng 5 năm 2011  | Joe Dudgeon                 | Manchester United             | Hull City                        | Không tiết lộ  |
| 12 tháng 5 năm 2011  | Alex Billington             | Tự do                         | Preston North End                | Miễn phí       |
| 12 tháng 5 năm 2011  | Corry Evans                 | Manchester United             | Hull City                        | Không tiết lộ  |
| 12 tháng 5 năm 2011  | Curtis Main                 | Tự do                         | Middlesbrough                    | Miễn phí       |
| 13 tháng 5 năm 2011  | Nolberto Solano             | Hull City                     | Hartlepool United                | Miễn phí       |
| 13 tháng 5 năm 2011  | James Poole                 | Manchester City               | Hartlepool United                | Không tiết lộ  |
| 17 tháng 5 năm 2011  | Luke Dobie                  | Everton                       | Middlesbrough                    | Miễn phí       |
| 17 tháng 5 năm 2011  | Josh Egan                   | Cheltenham Town               | Blackpool                        | Miễn phí       |
| 17 tháng 5 năm 2011  | Byron Webster               | Doncaster Rovers              | Northampton Town                 | Miễn phí       |
| 18 tháng 5 năm 20111 | Ivan Sproule                | Bristol City                  | Hibernian                        | Miễn phí       |
| 19 tháng 5 năm 2011  | Tom Eastman                 | Ipswich Town                  | Colchester United                | Miễn phí       |
| 19 tháng 5 năm 2011  | Alex O'Hanlon               | St. Kevin's                   | Liverpool                        | Không tiết lộ  |
| 23 tháng 5 năm 2011  | Gareth McAuley              | Ipswich Town                  | West Bromwich Albion             | Miễn phí       |
| 23 tháng 5 năm 2011  | Marlon Pack                 | Portsmouth                    | Cheltenham Town                  | Miễn phí       |
| 23 tháng 5 năm 2011  | Denis Suarez                | Celta Vigo                    | Manchester City                  | £850k          |
| 24 tháng 5 năm 2011  | Rob Jones                   | Scunthorpe United             | Sheffield Wednesday              | Miễn phí       |
| 24 tháng 5 năm 2011  | Glenn Murray                | Brighton & Hove Albion        | Crystal Palace                   | Miễn phí       |
| 24 tháng 5 năm 2011  | Willo Flood                 | Middlesbrough                 | Dundee United                    | Miễn phí       |
| 26 tháng 5 năm 2011  | Liam Henderson              | Watford                       | York City                        | Miễn phí       |
| 26 tháng 5 năm 20111 | Mikele Leigertwood          | Queens Park Rangers           | Reading                          | Không tiết lộ  |
| 26 tháng 5 năm 2011  | Hector Bellerin             | Barcelona                     | Arsenal                          | Miễn phí       |
| 26 tháng 5 năm 2011  | Jon Toral                   | Barcelona                     | Arsenal                          | Miễn phí       |
| 26 tháng 5 năm 20111 | Tom Skogsrud                | Manchester City               | Rangers                          | Miễn phí       |
| 26 tháng 5 năm 20111 | Kim Skogsrud                | Manchester City               | Rangers                          | Miễn phí       |
| 27 tháng 5 năm 2011  | John Akinde                 | Bristol City                  | Crawley Town                     | Miễn phí       |
| 27 tháng 5 năm 2011  | Ishmel Demontagnac          | Blackpool                     | Notts County                     | Miễn phí       |
| 27 tháng 5 năm 2011  | James Vaughan               | Everton                       | Norwich City                     | Không tiết lộ  |
| 30 tháng 5 năm 2011  | Johan Elmander              | Bolton Wanderers              | Galatasaray                      | Miễn phí       |
| 31 tháng 5 năm 2011  | Michael Mancienne           | Chelsea                       | Hamburg                          | £1.75m         |
| 31 tháng 5 năm 2011  | John Sullivan               | Millwall                      | Charlton Athletic                | Miễn phí       |
| 1 tháng 6 năm 2011   | Scott Davies                | Reading                       | Crawley Town                     | Miễn phí       |
| 1 tháng 6 năm 2011   | Steven Thompson             | Burnley                       | St. Mirren                       | Miễn phí       |
| 3 tháng 6 năm 2011   | Billy Jones                 | Preston North End             | West Bromwich Albion             | Miễn phí       |
| 3 tháng 6 năm 2011   | Ben Pringle                 | Derby County                  | Rotherham United                 | Miễn phí       |
| 3 tháng 6 năm 2011   | Jacopo Sala                 | Chelsea                       | Hamburg                          | Không tiết lộ  |
| 3 tháng 6 năm 20111  | Brad Friedel                | Aston Villa                   | Tottenham Hotspur                | Miễn phí       |
| 6 tháng 6 năm 2011   | Yannick Bolasie             | Plymouth Argyle               | Bristol City                     | Không tiết lộ  |
| 6 tháng 6 năm 2011   | Will Buckley                | Watford                       | Brighton & Hove Albion           | £1m            |
| 6 tháng 6 năm 2011   | Steve Morison               | Millwall                      | Norwich City                     | Không tiết lộ  |
| 6 tháng 6 năm 2011   | Gökhan Töre                 | Chelsea                       | Hamburg                          | Không tiết lộ  |
| 7 tháng 6 năm 2011   | Danny Graham                | Watford                       | Swansea City                     | £3.5m          |
| 7 tháng 6 năm 20111  | David Perkins               | Colchester United             | Barnsley                         | Miễn phí       |
| 8 tháng 6 năm 20111  | Chris Burke                 | Cardiff City                  | Birmingham City                  | Miễn phí       |
| 8 tháng 6 năm 2011   | Carl Jenkinson              | Charlton Athletic             | Arsenal                          | Không tiết lộ  |
| 9 tháng 6 năm 2011   | Craig Bryson                | Kilmarnock                    | Derby County                     | Không tiết lộ  |
| 9 tháng 6 năm 2011   | Ahmed Elmohamady            | ENPPI                         | Sunderland                       | Không tiết lộ  |
| 9 tháng 6 năm 2011   | Neil Harris                 | Millwall                      | Southend United                  | Miễn phí       |
| 9 tháng 6 năm 2011   | Jordan Henderson            | Sunderland                    | Liverpool                        | £16m           |
| 10 tháng 6 năm 2011  | Michael Chopra              | Cardiff City                  | Ipswich Town                     | £1.5m          |
| 10 tháng 6 năm 2011  | Yohan Cabaye                | Lille                         | Newcastle United                 | Không tiết lộ  |
| 10 tháng 6 năm 2011  | Marlon King                 | Coventry City                 | Birmingham City                  | Miễn phí       |
| 12 tháng 6 năm 2011  | Nathan Tyson                | Tự do                         | Derby County                     | Miễn phí       |
| 13 tháng 6 năm 2011  | Ívar Ingimarsson            | Tự do                         | Ipswich Town                     | Miễn phí       |
| 13 tháng 6 năm 2011  | Scott Donnelly              | Swansea City                  | Wycombe                          | Cho mượn       |
| 13 tháng 6 năm 2011  | Phil Jones                  | Blackburn Rovers              | Manchester United                | Không tiết lộ  |
| 14 tháng 6 năm 2011  | Hope Akpan                  | Everton                       | Crawley Town                     | Miễn phí       |
| 14 tháng 6 năm 2011  | Elliott Bennett             | Brighton & Hove Albion        | Norwich City                     | Không tiết lộ  |
| 14 tháng 6 năm 2011  | Abdoulaye Diagne-Faye       | Tự do                         | West Ham United                  | Miễn phí       |
| 14 tháng 6 năm 2011  | Craig King                  | Leicester City                | Telford United                   | Miễn phí       |
| 15 tháng 6 năm 2011  | David Norris                | Ipswich Town                  | Portsmouth                       | Miễn phí       |
| 15 tháng 6 năm 2011  | Garry O'Connor              | Barnsley                      | Hibernian                        | Miễn phí       |
| 16 tháng 6 năm 2011  | Bébé                        | Manchester United             | Beşiktaş                         | Cho mượn       |
| 16 tháng 6 năm 2011  | Morgaro Gomis               | Dundee United                 | Birmingham City                  | Miễn phí       |
| 16 tháng 6 năm 2011  | Kevin Nolan                 | Newcastle United              | West Ham United                  | Không tiết lộ  |
| 17 tháng 6 năm 2011  | Demba Ba                    | West Ham United               | Newcastle United                 | Miễn phí       |
| 17 tháng 6 năm 2011  | Lee Brown                   | Queens Park Rangers           | Bristol Rovers                   | Miễn phí       |
| 17 tháng 6 năm 2011  | Mark Byrne                  | Nottingham Forest             | Barnet                           | Miễn phí       |
| 17 tháng 6 năm 2011  | Ritchie De Laet             | Manchester United             | Norwich City                     | Cho mượn       |
| 18 tháng 6 năm 20111 | Sylvain Marveaux            | Rennes                        | Newcastle United                 | Miễn phí       |
| 20 tháng 6 năm 2011  | Ryan Taylor                 | Rotherham United              | Bristol City                     | Tribunal       |
| 20 tháng 6 năm 2011  | Jan Šebek                   | Chelsea                       | Baumit Jablonec                  | Miễn phí       |
| 21 tháng 6 năm 2011  | Tom Aldred                  | Watford                       | Inverness Caledonian Thistle     | Cho mượn       |
| 21 tháng 6 năm 2011  | Manuel Da Costa             | West Ham United               | Lokomotiv Moscow                 | Không tiết lộ  |
| 21 tháng 6 năm 2011  | Matt Done                   | Rochdale                      | Barnsley                         | Không tiết lộ  |
| 21 tháng 6 năm 2011  | Nathan Ellington            | Watford                       | Ipswich Town                     | Miễn phí       |
| 21 tháng 6 năm 2011  | Craig Forsyth               | Dundee                        | Watford                          | Không tiết lộ  |
| 21 tháng 6 năm 2011  | Ashley Grimes               | Millwall                      | Rochdale                         | Miễn phí       |
| 21 tháng 6 năm 2011  | Jamie O'Hara                | Tottenham Hotspur             | Wolverhampton Wanderers          | £5m            |
| 21 tháng 6 năm 2011  | Therry Racon                | Charlton Athletic             | Millwall                         | Miễn phí       |
| 21 tháng 6 năm 2011  | Jason Shackell              | Barnsley                      | Derby County                     | Không tiết lộ  |
| 22 tháng 6 năm 2011  | Kieran Agard                | Everton                       | Yeovil Town                      | Miễn phí       |
| 22 tháng 6 năm 2011  | Dorus de Vries              | Swansea City                  | Wolverhampton Wanderers          | Miễn phí       |
| 22 tháng 6 năm 20111 | Sebastian Larsson           | Birmingham City               | Sunderland                       | Miễn phí       |
| 22 tháng 6 năm 2011  | Lee Peltier                 | Huddersfield Town             | Leicester City                   | Không tiết lộ  |
| 22 tháng 6 năm 20111 | Keiren Westwood             | Coventry City                 | Sunderland                       | Miễn phí       |
| 23 tháng 6 năm 2011  | Craig Conway                | Dundee United                 | Cardiff City                     | Miễn phí       |
| 23 tháng 6 năm 2011  | Ben Tozer                   | Newcastle United              | Northampton Town                 | Miễn phí       |
| 23 tháng 6 năm 2011  | Ashley Young                | Aston Villa                   | Manchester United                | Không tiết lộ  |
| 23 tháng 6 năm 2011  | Paul Rachubka               | Blackpool                     | Leeds United                     | Miễn phí       |
| 24 tháng 6 năm 2011  | Paul Jones                  | Exeter City                   | Peterborough United              | Miễn phí       |
| 24 tháng 6 năm 2011  | Jim McNulty                 | Brighton & Hove Albion        | Barnsley                         | Không tiết lộ  |
| 24 tháng 6 năm 2011  | Andrew Tutte                | Manchester City               | Rochdale                         | Miễn phí       |
| 24 tháng 6 năm 2011  | Jason Pearce                | Bournemouth                   | Portsmouth                       | Không tiết lộ  |
| 24 tháng 6 năm 2011  | Mark Randall                | Arsenal                       | Chesterfield                     | Miễn phí       |
| 24 tháng 6 năm 2011  | Shaleum Logan               | Manchester City               | Brentford                        | Miễn phí       |
| 24 tháng 6 năm 2011  | Neil Kilkenny               | Leeds United                  | Bristol City                     | Miễn phí       |
| 24 tháng 6 năm 2011  | Scott Wiseman               | Rochdale                      | Barnsley                         | Miễn phí       |
| 24 tháng 6 năm 2011  | Miles Addison               | Derby County                  | Barnsley                         | Cho mượn       |
| 24 tháng 6 năm 2011  | Radoslav Kováč              | West Ham United               | Basel                            | Không tiết lộ  |
| 25 tháng 6 năm 2011  | Scott Kay                   | Manchester City               | Macclesfield Town                | Miễn phí       |
| 27 tháng 6 năm 20111 | Neil Danns                  | Tự do                         | Leicester City                   | Miễn phí       |
| 27 tháng 6 năm 2011  | Kasper Schmeichel           | Leeds United                  | Leicester City                   | Không tiết lộ  |
| 27 tháng 6 năm 2011  | Mat Sadler                  | Watford                       | Walsall                          | Miễn phí       |
| 28 tháng 6 năm 2011  | Darryl Flahavan             | Portsmouth                    | Bournemouth                      | Miễn phí       |
| 28 tháng 6 năm 2011  | Daniel Leadbitter           | Newcastle United              | Torquay United                   | Miễn phí       |
| 28 tháng 6 năm 2011  | Tommy Spurr                 | Sheffield Wednesday           | Doncaster Rovers                 | Không tiết lộ  |
| 28 tháng 6 năm 2011  | Mohammed Abu                | Manchester City               | Strømsgodset                     | Cho mượn       |
| 28 tháng 6 năm 2011  | Joe Oastler                 | Queens Park Rangers           | Torquay United                   | Miễn phí       |
| 29 tháng 6 năm 20111 | David de Gea                | Atlético Madrid               | Manchester United                | Không tiết lộ  |
| 29 tháng 6 năm 2011  | Bojan Djordjic              | Videoton                      | Blackpool                        | Miễn phí       |
| 29 tháng 6 năm 2011  | Darius Henderson            | Sheffield United              | Millwall                         | Không tiết lộ  |
| 29 tháng 6 năm 2011  | Chris Maguire               | Aberdeen                      | Derby County                     | Không tiết lộ  |
| 29 tháng 6 năm 2011  | Connor Wickham              | Ipswich Town                  | Sunderland                       | £8.1m          |
| 29 tháng 6 năm 2011  | Adam Rooney                 | Inverness Caledonian Thistle  | Birmingham City                  | Miễn phí       |
| 29 tháng 6 năm 2011  | Steven Mouyokolo            | Wolverhampton Wanderers       | Sochaux Montbéliard              | Cho mượn       |
| 29 tháng 6 năm 2011  | Michael Kay                 | Sunderland                    | Tranmere Rovers                  | Miễn phí       |
| 29 tháng 6 năm 2011  | Robbie Weir                 | Sunderland                    | Tranmere Rovers                  | Miễn phí       |
| 29 tháng 6 năm 2011  | Danny Coid                  | Blackpool                     | Accrington Stanley               | Miễn phí       |
| 29 tháng 6 năm 2011  | Arron Davies                | Peterborough United           | Northampton Town                 | Miễn phí       |
| 29 tháng 6 năm 2011  | David González              | Manchester City               | Aberdeen                         | Cho mượn       |
| 30 tháng 6 năm 2011  | Dele Adebola                | Nottingham Forest             | Hull City                        | Miễn phí       |
| 30 tháng 6 năm 2011  | Jeffrey Bruma               | Chelsea                       | Hamburg                          | Cho mượn       |
| 30 tháng 6 năm 2011  | Chris Dunn                  | Northampton Town              | Coventry City                    | Không tiết lộ  |
| 30 tháng 6 năm 2011  | Craig Gardner               | Birmingham City               | Sunderland                       | £6m            |
| 30 tháng 6 năm 2011  | Jack Hobbs                  | Leicester City                | Hull City                        | £850k          |
| 30 tháng 6 năm 2011  | Joe Murphy                  | Scunthorpe United             | Coventry City                    | Miễn phí       |
| 30 tháng 6 năm 2011  | Jean-Yves M'voto            | Sunderland                    | Oldham Athletic                  | Miễn phí       |
| 30 tháng 6 năm 2011  | Isaac Osbourne              | Covnetry City                 | Aberdeen                         | Miễn phí       |
| 30 tháng 6 năm 2011  | Ji Dong-Won                 | Chunnam Dragons               | Sunderland                       | Không tiết lộ  |
| 30 tháng 6 năm 2011  | Alassane N'Diaye            | Crystal Palace                | Southend United                  | Cho mượn       |
| 30 tháng 6 năm 2011  | Luke O'Neill                | Leicester City                | Mansfield Town                   | Miễn phí       |
| 1 tháng 7 năm 2011   | Mehdi Abeid                 | Lens                          | Newcastle United                 | Miễn phí       |
| 1 tháng 7 năm 2011   | Kyle Bennett                | Bury                          | Doncaster Rovers                 | Không tiết lộ  |
| 1 tháng 7 năm 2011   | James Baxendale             | Leeds United                  | Doncaster Rovers                 | Miễn phí       |
| 1 tháng 7 năm 2011   | Roland Bergkamp             | Excelsior                     | Brighton & Hove Albion           | Không tiết lộ  |
| 1 tháng 7 năm 2011   | Troy Brown                  | Ipswich Town                  | Rotherham United                 | Miễn phí       |
| 1 tháng 7 năm 2011   | Scott Carson                | West Bromwich Albion          | Bursaspor                        | Không tiết lộ  |
| 1 tháng 7 năm 2011   | Steven Caulker              | Tottenham Hotspur             | Swansea City                     | Cho mượn       |
| 1 tháng 7 năm 2011   | Don Cowie                   | Watford                       | Cardiff City                     | Miễn phí       |
| 1 tháng 7 năm 2011   | Aaron Cresswell             | Tranmere Rovers               | Ipswich Town                     | Không tiết lộ  |
| 1 tháng 7 năm 2011   | Rob Edwards                 | Blackpool                     | Barnsley                         | Miễn phí       |
| 1 tháng 7 năm 2011   | Andrew Frampton             | Millwall                      | Gillingham                       | Không tiết lộ  |
| 1 tháng 7 năm 2011   | Oscar Gobern                | Southampton                   | Huddersfield Town                | Miễn phí       |
| 1 tháng 7 năm 2011   | Kingsley James              | Sheffield United              | Port Vale                        | Miễn phí       |
| 1 tháng 7 năm 2011   | Bradley Johnson             | Leeds United                  | Norwich City                     | Miễn phí       |
| 1 tháng 7 năm 2011   | Adam Legzdins               | Burton Albion                 | Derby County                     | Không tiết lộ  |
| 1 tháng 7 năm 2011   | Donal McDermott             | Manchester City               | Huddersfield Town                | Miễn phí       |
| 1 tháng 7 năm 2011   | Paul McKenna                | Nottingham Forest             | Hull City                        | Miễn phí       |
| 1 tháng 7 năm 2011   | Patrick McLaughlin          | Newcastle United              | York City                        | Miễn phí       |
| 1 tháng 7 năm 2011   | Danny Philliskirk           | Chelsea                       | Sheffield United                 | Miễn phí       |
| 1 tháng 7 năm 2011   | Darren Pratley              | Swansea City                  | Bolton Wanderers                 | Miễn phí       |
| 1 tháng 7 năm 2011   | Andy Reid                   | Blackpool                     | Nottingham Forest                | Miễn phí       |
| 1 tháng 7 năm 2011   | Phil Roe                    | Sheffield United              | Port Vale                        | Miễn phí       |
| 1 tháng 7 năm 2011   | Ryan Tunnicliffe            | Manchester United             | Peterborough United              | Cho mượn       |
| 1 tháng 7 năm 2011   | Borja Valero                | West Bromwich Albion          | Villarreal                       | Không tiết lộ  |
| 1 tháng 7 năm 2011   | Chris Whelpdale             | Peterborough United           | Gillingham                       | Không tiết lộ  |
| 2 tháng 7 năm 2011   | Roarie Deacon               | Arsenal                       | Sunderland                       | Miễn phí       |
| 3 tháng 7 năm 2011   | Nadir Çiftçi                | Portsmouth                    | Kayserispor                      | Miễn phí       |
| 4 tháng 7 năm 2011   | Ali Al-Habsi                | Bolton Wanderers              | Wigan Athletic                   | £4m            |
| 4 tháng 7 năm 2011   | Gaël Clichy                 | Arsenal                       | Manchester City                  | £7m            |
| 4 tháng 7 năm 2011   | Eric Dier                   | Sporting Clube de Portugal    | Everton                          | Cho mượn       |
| 4 tháng 7 năm 2011   | Kagisho Dikgacoi            | Fulham                        | Crystal Palace                   | Không tiết lộ  |
| 4 tháng 7 năm 2011   | Craig Mackail-Smith         | Peterborough United           | Brighton & Hove Albion           | Không tiết lộ  |
| 4 tháng 7 năm 2011   | David Mirfin                | Scunthorpe United             | Watford                          | Miễn phí       |
| 4 tháng 7 năm 2011   | Sean St Ledger              | Preston North End             | Leicester City                   | Không tiết lộ  |
| 4 tháng 7 năm 2011   | Andrew Taylor               | Middlesbrough                 | Cardiff City                     | Miễn phí       |
| 4 tháng 7 năm 2011   | Josh Meekings               | Ipswich Town                  | Inverness Caledonian Thistle     | Miễn phí       |
| 5 tháng 7 năm 2011   | Nicky Ajose                 | Manchester United             | Peterborough United              | Không tiết lộ  |
| 5 tháng 7 năm 2011   | Julian Bennett              | Nottingham Forest             | Sheffield Wednesday              | Miễn phí       |
| 5 tháng 7 năm 2011   | Stephen Henderson           | Bristol City                  | Portsmouth                       | Miễn phí       |
| 5 tháng 7 năm 2011   | Charlie Lee                 | Peterborough United           | Gillingham                       | Không tiết lộ  |
| 5 tháng 7 năm 2011   | David Nugent                | Tự do                         | Leicester City                   | Miễn phí       |
| 6 tháng 7 năm 2011   | Adam Barrett                | Crystal Palace                | Bournemouth                      | Không tiết lộ  |
| 6 tháng 7 năm 2011   | Stephen Darby               | Liverpool                     | Rochdale                         | Cho mượn       |
| 6 tháng 7 năm 2011   | Robert Earnshaw             | Nottingham Forest             | Cardiff City                     | Miễn phí       |
| 6 tháng 7 năm 2011   | Anthony Pilkington          | Huddersfield Town             | Norwich City                     | Không tiết lộ  |
| 6 tháng 7 năm 2011   | Cristian Riveros            | Sunderland                    | Kayserispor                      | Cho mượn       |
| 6 tháng 7 năm 2011   | Stefan Savić                | Partizan                      | Manchester City                  | Không tiết lộ  |
| 6 tháng 7 năm 2011   | Luke Varney                 | Derby County                  | Portsmouth                       | £750k          |
| 7 tháng 7 năm 2011   | Charlie Adam                | Blackpool                     | Liverpool                        | Không tiết lộ  |
| 7 tháng 7 năm 2011   | Craig Alcock                | Yeovil Town                   | Peterborough United              | Không tiết lộ  |
| 7 tháng 7 năm 2011   | Wes Brown                   | Manchester United             | Sunderland                       | Không tiết lộ  |
| 7 tháng 7 năm 2011   | Steven Caldwell             | Wigan Athletic                | Birmingham City                  | Miễn phí       |
| 7 tháng 7 năm 2011   | Jack Cork                   | Chelsea                       | Southampton                      | £750k          |
| 7 tháng 7 năm 2011   | Matthew Mills               | Reading                       | Leicester City                   | £5m            |
| 7 tháng 7 năm 2011   | Jordan Stewart              | Tự do                         | Millwall                         | Miễn phí       |
| 7 tháng 7 năm 2011   | John O'Shea                 | Manchester United             | Sunderland                       | Không tiết lộ  |
| 8 tháng 7 năm 2011   | Kris Boyd                   | Middlesbrough                 | Eskişehirspor                    | Không tiết lộ  |
| 8 tháng 7 năm 2011   | Liam Cooper                 | Hull City                     | Huddersfield Town                | Cho mượn       |
| 8 tháng 7 năm 2011   | Aron Gunnarsson             | Coventry City                 | Cardiff City                     | Miễn phí       |
| 8 tháng 7 năm 2011   | José Moreira                | Benfica                       | Swansea City                     | Không tiết lộ  |
| 8 tháng 7 năm 2011   | Csaba Somogyi               | Rákospalotai                  | Fulham                           | Miễn phí       |
| 8 tháng 7 năm 2011   | David Vaughan               | Tự do                         | Sunderland                       | Miễn phí       |
| 9 tháng 7 năm 2011   | Matt Hill                   | Tự do                         | Blackpool                        | Miễn phí       |
| 10 tháng 7 năm 2011  | Lee Bowyer                  | Tự do                         | Ipswich Town                     | Miễn phí       |
| 10 tháng 7 năm 2011  | Joe Mason                   | Plymouth Argyle               | Cardiff City                     | £250k          |
| 10 tháng 7 năm 2011  | Kevin Phillips              | Tự do                         | Blackpool                        | Miễn phí       |
| 10 tháng 7 năm 2011  | Gianni Zuiverloon           | West Bromwich Albion          | Real Mallorca                    | Không tiết lộ  |
| 10 tháng 7 năm 2011  | Wellington Silva            | Arsenal                       | Levante                          | Cho mượn       |
| 11 tháng 7 năm 2011  | Cian Bolger                 | Leicester City                | Bristol Rovers                   | Cho mượn       |
| 11 tháng 7 năm 2011  | Michael Brown               | Tự do                         | Leeds United                     | Miễn phí       |
| 11 tháng 7 năm 2011  | Cristian Ceballos           | Tự do                         | Tottenham Hotspur                | Miễn phí       |
| 11 tháng 7 năm 2011  | Gervinho                    | Lille                         | Arsenal                          | Không tiết lộ  |
| 11 tháng 7 năm 2011  | Greg Halford                | Wolverhampton Wanderers       | Portsmouth                       | Không tiết lộ  |
| 11 tháng 7 năm 2011  | Mile Jedinak                | Tự do                         | Crystal Palace                   | Miễn phí       |
| 11 tháng 7 năm 2011  | Marc Laird                  | Millwall                      | Leyton Orient                    | Không tiết lộ  |
| 11 tháng 7 năm 2011  | Richard Naylor              | Tự do                         | Doncaster Rovers                 | Miễn phí       |
| 11 tháng 7 năm 2011  | Sam Walker                  | Chelsea                       | Northampton Town                 | Cho mượn       |
| 11 tháng 7 năm 2011  | Jonathan Woodgate           | Tự do                         | Stoke City                       | Miễn phí       |
| 11 tháng 7 năm 2011  | Danny Ward                  | Bolton Wanderers              | Huddersfield Town                | Không tiết lộ  |
| 12 tháng 7 năm 2011  | Didier Digard               | Middlesbrough                 | Nice                             | Không tiết lộ  |
| 12 tháng 7 năm 2011  | Conrad Logan                | Leicester City                | Rotherham United                 | Cho mượn       |
| 12 tháng 7 năm 2011  | John Nolan                  | Everton                       | Stockport County                 | Miễn phí       |
| 13 tháng 7 năm 2011  | Jay Bothroyd                | Tự do                         | Queens Park Rangers              | Miễn phí       |
| 13 tháng 7 năm 2011  | Kieron Dyer                 | Tự do                         | Queens Park Rangers              | Miễn phí       |
| 13 tháng 7 năm 2011  | Paul Konchesky              | Liverpool                     | Leicester City                   | Không tiết lộ  |
| 13 tháng 7 năm 2011  | John Arne Riise             | Roma                          | Fulham                           | Không tiết lộ  |
| 13 tháng 7 năm 2011  | Roger Johnson               | Birmingham City               | Wolverhampton Wanderers          | Không tiết lộ  |
| 13 tháng 7 năm 2011  | Mark Yeates                 | Sheffield United              | Watford                          | Không tiết lộ  |
| 14 tháng 7 năm 2011  | Prince Bauben               | Tự do                         | Watford                          | Miễn phí       |
| 14 tháng 7 năm 2011  | Chris Brown                 | Tự do                         | Doncaster Rovers                 | Miễn phí       |
| 14 tháng 7 năm 2011  | Andrew Burns                | Bolton Wanderers              | Bradford City                    | Miễn phí       |
| 14 tháng 7 năm 2011  | Rene Howe                   | Peterborough United           | Torquay United                   | Miễn phí       |
| 14 tháng 7 năm 2011  | Ben Mee                     | Manchester City               | Burnley                          | Cho mượn       |
| 14 tháng 7 năm 2011  | Ryan Flynn                  | Falkirk                       | Sheffield United                 | Không tiết lộ  |
| 14 tháng 7 năm 2011  | Clarke Carlisle             | Burnley                       | Preston North End                | Cho mượn       |
| 15 tháng 7 năm 2011  | Romain Vincelot             | Dagenham & Redbridge          | Brighton & Hove Albion           | Không tiết lộ  |
| 15 tháng 7 năm 2011  | Liam Noble                  | Sunderland                    | Carlisle United                  | Cho mượn       |
| 15 tháng 7 năm 2011  | Doni                        | Roma                          | Liverpool                        | Miễn phí       |
| 15 tháng 7 năm 2011  | Stewart Downing             | Aston Villa                   | Liverpool                        | Không tiết lộ  |
| 16 tháng 7 năm 2011  | Kazenga LuaLua              | Newcastle United              | Brighton & Hove Albion           | Cho mượn       |
| 18 tháng 7 năm 2011  | Jérôme Boateng              | Manchester City               | Bayern Munich                    | Không tiết lộ  |
| 18 tháng 7 năm 2011  | Gerardo Bruna               | Liverpool                     | Blackpool                        | Không tiết lộ  |
| 18 tháng 7 năm 2011  | Jonathan Greening           | Fulham                        | Nottingham Forest                | £600k          |
| 18 tháng 7 năm 2011  | Malaury Martin              | Tự do                         | Middlesbrough                    | Miễn phí       |
| 18 tháng 7 năm 2011  | Scott Malone                | Wolverhampton Wanderers       | Bournemouth                      | Cho mượn       |
| 18 tháng 7 năm 2011  | Antonio Amaya               | Wigan Athletic                | Real Betis                       | Không tiết lộ  |
| 18 tháng 7 năm 2011  | Shay Given                  | Manchester City               | Aston Villa                      | Không tiết lộ  |
| 18 tháng 7 năm 2011  | Souleymane Coulibaly        | Siena                         | Tottenham Hotspur                | Không tiết lộ  |
| 19 tháng 7 năm 2011  | Robbie Brady                | Manchester United             | Hull City                        | Cho mượn       |
| 19 tháng 7 năm 2011  | Péter Gulácsi               | Liverpool                     | Hull City                        | Cho mượn       |
| 19 tháng 7 năm 2011  | Chris Iwelumo               | Burnley                       | Watford                          | Không tiết lộ  |
| 19 tháng 7 năm 2011  | Jonathan Parr               | Aalesund                      | Crystal Palace                   | Không tiết lộ  |
| 19 tháng 7 năm 2011  | Luke Daley                  | Norwich City                  | Plymouth Argyle                  | Không tiết lộ  |
| 19 tháng 7 năm 2011  | Waide Fairhurst             | Doncaster Rovers              | Macclesfield Town                | Không tiết lộ  |
| 19 tháng 7 năm 2011  | Chris Mavinga               | Liverpool                     | Rennes                           | Không tiết lộ  |
| 19 tháng 7 năm 2011  | Paul-Jose M'Poku            | Tottenham Hotspur             | Standard Liège                   | Không tiết lộ  |
| 20 tháng 7 năm 2011  | George Boateng              | Tự do                         | Nottingham Forest                | Miễn phí       |
| 20 tháng 7 năm 2011  | Marcel Gecov                | Slovan Liberec                | Fulham                           | Không tiết lộ  |
| 20 tháng 7 năm 2011  | Mark Cullen                 | Hull City                     | Bury                             | Cho mượn       |
| 20 tháng 7 năm 2011  | Denílson                    | Arsenal                       | São Paulo                        | Cho mượn       |
| 20 tháng 7 năm 2011  | Jô                          | Manchester City               | Internacional                    | Không tiết lộ  |
| 21 tháng 7 năm 2011  | John Paintsil               | Tự do                         | Leicester City                   | Miễn phí       |
| 21 tháng 7 năm 2011  | Kyle Naughton               | Tottenham Hotspur             | Norwich City                     | Cho mượn       |
| 21 tháng 7 năm 2011  | Barry Ferguson              | Birmingham City               | Blackpool                        | Miễn phí       |
| 21 tháng 7 năm 2011  | Robert Harris               | Tự do                         | Blackpool                        | Miễn phí       |
| 21 tháng 7 năm 2011  | Filip Kiss                  | Slovan Bratislava             | Cardiff City                     | Cho mượn       |
| 22 tháng 7 năm 2011  | Paul Bignot                 | Newport County                | Blackpool                        | Không tiết lộ  |
| 22 tháng 7 năm 2011  | Steve De Ridder             | De Graafschap                 | Southampton                      | Không tiết lộ  |
| 23 tháng 7 năm 2011  | Adriano Basso               | Tự do                         | Hull City                        | Miễn phí       |
| 23 tháng 7 năm 2011  | Matthew Taylor              | Bolton Wanderers              | West Ham United                  | Không tiết lộ  |
| 25 tháng 7 năm 2011  | Danny Gabbidon              | West Ham United               | Queens Park Rangers              | Miễn phí       |
| 25 tháng 7 năm 2011  | Pajtim Kasami               | Palermo                       | Fulham                           | Không tiết lộ  |
| 25 tháng 7 năm 2011  | Bongani Khumalo             | Tottenham Hotspur             | Reading                          | Cho mượn       |
| 25 tháng 7 năm 2011  | Andrew Lonergan             | Preston North End             | Leeds United                     | Không tiết lộ  |
| 26 tháng 7 năm 2011  | Rudy Gestede                | Tự do                         | Cardiff City                     | Miễn phí       |
| 26 tháng 7 năm 2011  | Ángel Martínez              | Girona                        | Blackpool                        | Miễn phí       |
| 26 tháng 7 năm 2011  | Kenny Miller                | Bursaspor                     | Cardiff City                     | £870k          |
| 26 tháng 7 năm 2011  | David Stockdale             | Fulham                        | Ipswich Town                     | Cho mượn       |
| 26 tháng 7 năm 2011  | Kieran Trippier             | Manchester City               | Burnley                          | Cho mượn       |
| 26 tháng 7 năm 2011  | Jay Emmanuel-Thomas         | Arsenal                       | Ipswich Town                     | Không tiết lộ  |
| 26 tháng 7 năm 2011  | James Shea                  | Arsenal                       | Dagenham & Redbridge             | Cho mượn       |
| 26 tháng 7 năm 2011  | Sam Johnstone               | Manchester United             | Oldham Athletic                  | Cho mượn       |
| 26 tháng 7 năm 2011  | Thibaut Courtois            | Racing Genk                   | Chelsea                          | Không tiết lộ  |
| 27 tháng 7 năm 2011  | Nigel Reo-Coker             | Tự do                         | Bolton Wanderers                 | Miễn phí       |
| 27 tháng 7 năm 2011  | Craig Sutherland            | North Carolina State Wolfpack | Blackpool                        | Miễn phí       |
| 28 tháng 7 năm 2011  | Sergio Agüero               | Atletico Madrid               | Manchester City                  | Không tiết lộ  |
| 28 tháng 7 năm 2011  | Danny Batth                 | Wolves                        | Sheffield Wednesday              | Cho mượn       |
| 28 tháng 7 năm 2011  | Nathan Byrne                | Tottenham Hotspur             | Bournemouth                      | Cho mượn       |
| 28 tháng 7 năm 2011  | Martin Hansen               | Liverpool                     | Bradford City                    | Cho mượn       |
| 28 tháng 7 năm 2011  | Michael Johnson             | Manchester City               | Leicester City                   | Cho mượn       |
| 28 tháng 7 năm 2011  | Matthew Lund                | Stoke City                    | Oldham Athletic                  | Cho mượn       |
| 28 tháng 7 năm 2011  | Tom Parkes                  | Leicester City                | Burton Albion                    | Cho mượn       |
| 28 tháng 7 năm 2011  | Ryan Mason                  | Tottenham Hotspur             | Doncaster                        | Cho mượn       |
| 28 tháng 7 năm 2011  | Kern Miller                 | Barnsley                      | Accrington Stanley               | Cho mượn       |
| 29 tháng 7 năm 2011  | Ross Atkins                 | Derby County                  | Burton Albion                    | Cho mượn       |
| 29 tháng 7 năm 2011  | Carl Dickinson              | Stoke City                    | Watford                          | Không tiết lộ  |
| 29 tháng 7 năm 2011  | Chris Eagles                | Burnley                       | Bolton Wanderers                 | Không tiết lộ  |
| 29 tháng 7 năm 2011  | Ben Foster                  | Birmingham City               | West Bromwich Albion             | Cho mượn       |
| 29 tháng 7 năm 2011  | Tyrone Mears                | Burnley                       | Bolton Wanderers                 | Không tiết lộ  |
| 29 tháng 7 năm 2011  | Boaz Myhill                 | West Bromwich Albion          | Birmingham City                  | Cho mượn       |
| 29 tháng 7 năm 2011  | Charles N'Zogbia            | Wigan Athletic                | Aston Villa                      | Không tiết lộ  |
| 29 tháng 7 năm 2011  | Sam Sheridan                | Bolton Wanderers              | Stockport County                 | Miễn phí       |
| 29 tháng 7 năm 2011  | Jed Steer                   | Norwich City                  | Yeovil Town                      | Cho mượn       |
| 29 tháng 7 năm 2011  | Jake Taylor                 | Reading                       | Aldershot Town                   | Cho mượn       |
| 29 tháng 7 năm 2011  | Iain Turner                 | Everton                       | Preston North End                | Miễn phí       |
| 30 tháng 7 năm 2011  | Joey O'Brien                | Tự do                         | West Ham United                  | Miễn phí       |
| 30 tháng 7 năm 2011  | Dean Shiels                 | Doncaster Rovers              | Kilmarnock                       | Cho mượn       |
| 31 tháng 7 năm 2011  | Abdisalam Ibrahim           | Manchester City               | N.E.C.                           | Cho mượn       |
| 1 tháng 8 năm 2011   | Angelo Balanta              | Queens Park Rangers           | MK Dons                          | Cho mượn       |
| 1 tháng 8 năm 2011   | Ben Hamer                   | Reading                       | Charlton Athletic                | Không tiết lộ  |
| 2 tháng 8 năm 2011   | Nicholas Bignall            | Reading                       | Exeter City                      | Cho mượn       |
| 2 tháng 8 năm 2011   | Mauro Boselli               | Wigan Athletic                | Estudiantes                      | Cho mượn       |
| 2 tháng 8 năm 2011   | Ben Gibson                  | Middlesbrough                 | Plymouth Argyle                  | Cho mượn       |
| 2 tháng 8 năm 2011   | Zoltan Gera                 | Tự do                         | West Bromwich Albion             | Miễn phí       |
| 2 tháng 8 năm 2011   | David Jones                 | Tự do                         | Wigan Athletic                   | Miễn phí       |
| 2 tháng 8 năm 2011   | Jake Kean                   | Blackburn Rovers              | Rochdale                         | Cho mượn       |
| 2 tháng 8 năm 2011   | Kevin Kilbane               | Hull City                     | Derby County                     | Cho mượn       |
| 2 tháng 8 năm 2011   | Jonathan Spector            | Tự do                         | Birmingham City                  | Miễn phí       |
| 2 tháng 8 năm 2011   | Keith Treacy                | Preston North End             | Burnley                          | Không tiết lộ  |
| 3 tháng 8 năm 2011   | David Goodwillie            | Dundee United                 | Blackburn Rovers                 | £2.8m          |
| 3 tháng 8 năm 2011   | Carl Ikeme                  | Wolverhampton Wanderers       | Middlesbrough                    | Cho mượn       |
| 3 tháng 8 năm 2011   | Leroy Lita                  | Middlesbrough                 | Swansea City                     | £1.75m         |
| 3 tháng 8 năm 2011   | Jon Stewart                 | Tự do                         | Burnley                          | Miễn phí       |
| 3 tháng 8 năm 2011   | Steed Malbranque            | Sunderland                    | Saint-Étienne                    | Không tiết lộ  |
| 3 tháng 8 năm 2011   | Ricardo Vaz Te              | Tự do                         | Barnsley                         | Miễn phí       |
| 4 tháng 8 năm 2011   | Giles Barnes                | Tự do                         | Doncaster Rovers                 | Miễn phí       |
| 4 tháng 8 năm 2011   | Rachid Bouhenna             | Tự do                         | Doncaster Rovers                 | Miễn phí       |
| 4 tháng 8 năm 2011   | Dudley Campbell             | Blackpool                     | Queens Park Rangers              | Không tiết lộ  |
| 4 tháng 8 năm 2011   | Andrew Davies               | Stoke City                    | Crystal Palace                   | Cho mượn       |
| 4 tháng 8 năm 2011   | Gelson Fernandes            | Saint-Étienne                 | Leicester City                   | Cho mượn       |
| 4 tháng 8 năm 2011   | Thomas Ince                 | Liverpool                     | Blackpool                        | Không tiết lộ  |
| 4 tháng 8 năm 2011   | Tom James                   | Tự do                         | Watford                          | Miễn phí       |
| 4 tháng 8 năm 2011   | Miguel Llera                | Tự do                         | Blackpool                        | Miễn phí       |
| 4 tháng 8 năm 2011   | Ryan McGivern               | Manchester City               | Crystal Palace                   | Cho mượn       |
| 4 tháng 8 năm 2011   | Jonathan Obika              | Tottenham Hotspur             | Yeovil Town                      | Cho mượn       |
| 4 tháng 8 năm 2011   | Darren O'Dea                | Celtic                        | Leeds United                     | Cho mượn       |
| 4 tháng 8 năm 2011   | Oscar Radford               | Tự do                         | Doncaster Rovers                 | Miễn phí       |
| 4 tháng 8 năm 2011   | Oriol Romeu                 | Barcelona                     | Chelsea                          | £4.35m         |
| 4 tháng 8 năm 2011   | Wayne Routledge             | Newcastle United              | Swansea City                     | Không tiết lộ  |
| 5 tháng 8 năm 2011   | Milan Jovanović             | Liverpool                     | Anderlecht                       | Không tiết lộ  |
| 5 tháng 8 năm 2011   | Oliver Lee                  | West Ham United               | Dagenham & Redbridge             | Cho mượn       |
| 5 tháng 8 năm 2011   | Kevin Long                  | Burnley                       | Accrington Stanley               | Cho mượn       |
| 5 tháng 8 năm 2011   | Nathaniel Mendez-Laing      | Wolverhampton Wanderers       | Sheffield United                 | Cho mượn       |
| 5 tháng 8 năm 2011   | Cristian Montano            | West Ham United               | Notts County                     | Cho mượn       |
| 5 tháng 8 năm 2011   | Liam Moore                  | Leicester City                | Bradford City                    | Cho mượn       |
| 5 tháng 8 năm 2011   | Costel Pantilimon           | Poli Timişoara                | Manchester City                  | Không tiết lộ  |
| 5 tháng 8 năm 2011   | Peter Ramage                | Queens Park Rangers           | Crystal Palace                   | Cho mượn       |
| 5 tháng 8 năm 2011   | Michael Richardson          | Newcastle United              | Leyton Orient                    | Cho mượn       |
| 5 tháng 8 năm 2011   | Aleksandar Tunchev          | Leicester City                | Crystal Palace                   | Cho mượn       |
| 5 tháng 8 năm 2011   | Chris Wood                  | West Bromwich Albion          | Birmingham City                  | Cho mượn       |
| 6 tháng 8 năm 2011   | Michael Ball                | Tự do                         | Leicester City                   | Miễn phí       |
| 6 tháng 8 năm 2011   | John Carew                  | Tự do                         | West Ham United                  | Miễn phí       |
| 6 tháng 8 năm 2011   | Christian Dailly            | Tự do                         | Portsmouth                       | Miễn phí       |
| 6 tháng 8 năm 2011   | Márton Fülöp                | Ipswich Town                  | West Bromwich Albion             | Miễn phí       |
| 6 tháng 8 năm 2011   | Yuri Zhirkov                | Chelsea                       | Anzhi Makhachkala                | Không tiết lộ  |
| 8 tháng 8 năm 2011   | Oscar Jansson               | Tottenham Hotspur             | Bradford City                    | Cho mượn       |
| 8 tháng 8 năm 2011   | Dany N'Guessan              | Leicester City                | Millwall                         | Cho mượn       |
| 8 tháng 8 năm 2011   | Alex Oxlade-Chamberlain     | Southampton                   | Arsenal                          | Không tiết lộ  |
| 8 tháng 8 năm 2011   | Mirko Ranieri               | Tottenham Hotspur             | Esperia                          | Cho mượn       |
| 9 tháng 8 năm 2011   | Michel                      | Birmingham City               | Getafe                           | Không tiết lộ  |
| 9 tháng 8 năm 2011   | Shane Long                  | Reading                       | West Bromwich Albion             | Không tiết lộ  |
| 9 tháng 8 năm 2011   | James McClean               | Derry City                    | Sunderland                       | £350k          |
| 9 tháng 8 năm 2011   | Gabriel Obertan             | Manchester United             | Newcastle United                 | Không tiết lộ  |
| 9 tháng 8 năm 2011   | Radosav Petrović            | Partizan                      | Blackburn Rovers                 | Không tiết lộ  |
| 9 tháng 8 năm 2011   | Josh Thompson               | Celtic                        | Peterborough United              | Cho mượn       |
| 9 tháng 8 năm 2011   | Matthew Upson               | Tự do                         | Stoke City                       | Miễn phí       |
| 10 tháng 8 năm 2011  | Matt Derbyshire             | Olympiacos                    | Nottingham Forest                | Không tiết lộ  |
| 10 tháng 8 năm 2011  | George McCartney            | Sunderland                    | West Ham United                  | Cho mượn       |
| 10 tháng 8 năm 2011  | Brian Murphy                | Tự do                         | Queens Park Rangers              | Miễn phí       |
| 10 tháng 8 năm 2011  | Chris Riggott               | Tự do                         | Derby County                     | Miễn phí       |
| 10 tháng 8 năm 2011  | Michel Vorm                 | Utrecht                       | Swansea City                     | £1.5m          |
| 11 tháng 8 năm 2011  | Phil Airey                  | Newcastle United              | Hibernian                        | Cho mượn       |
| 11 tháng 8 năm 2011  | Michael Bryan               | Watford                       | Bradford City                    | Cho mượn       |
| 11 tháng 8 năm 2011  | Ryan Doble                  | Southampton                   | Bournemouth                      | Cho mượn       |
| 11 tháng 8 năm 2011  | Danny Fox                   | Burnley                       | Southampton                      | Không tiết lộ  |
| 11 tháng 8 năm 2011  | Nikola Kalinić              | Blackburn Rovers              | Dnipro                           | Không tiết lộ  |
| 11 tháng 8 năm 2011  | Bruno Perone                | Tự do                         | Queens Park Rangers              | Miễn phí       |
| 11 tháng 8 năm 2011  | Tuncay Şanlı                | Wolfsburg                     | Bolton Wanderers                 | Cho mượn       |
| 11 tháng 8 năm 2011  | James Tavernier             | Newcastle United              | Carlisle United                  | Cho mượn       |
| 11 tháng 8 năm 2011  | Xisco                       | Newcastle United              | Deportivo La Coruña              | Cho mượn       |
| 12 tháng 8 năm 2011  | Keith Andrews               | Blackburn Rovers              | Ipswich Town                     | Cho mượn       |
| 12 tháng 8 năm 2011  | Julio Arca                  | Tự do                         | Middlesbrough                    | Miễn phí       |
| 12 tháng 8 năm 2011  | Will Atkinson               | Hull City                     | Plymouth Argyle                  | Cho mượn       |
| 12 tháng 8 năm 2011  | Nouha Dicko                 | Tự do                         | Wigan Athletic                   | Miễn phí       |
| 12 tháng 8 năm 2011  | José Enrique                | Newcastle United              | Liverpool                        | Không tiết lộ  |
| 12 tháng 8 năm 2011  | Bruno Ribeiro               | Grêmio Prudente               | Blackburn Rovers                 | Miễn phí       |
| 13 tháng 8 năm 2011  | Benjani                     | Tự do                         | Portsmouth                       | Miễn phí       |
| 13 tháng 8 năm 2011  | Steven Smith                | Norwich City                  | Preston North End                | Miễn phí       |
| 15 tháng 8 năm 2011  | Michail Antonio             | Reading                       | Colchester United                | Cho mượn       |
| 15 tháng 8 năm 2011  | Cesc Fàbregas               | Arsenal                       | Barcelona                        | £30m           |
| 15 tháng 8 năm 2011  | Wes Fletcher                | Burnley                       | Accrington Stanley               | Cho mượn       |
| 15 tháng 8 năm 2011  | Danny Ings                  | Bournemouth                   | Burnley                          | Không tiết lộ  |
| 15 tháng 8 năm 2011  | Robbie Keane                | Tottenham Hotspur             | L.A. Galaxy                      | Không tiết lộ  |
| 15 tháng 8 năm 2011  | Andy Keogh                  | Wolverhampton Wanderers       | Leeds United                     | Cho mượn       |
| 15 tháng 8 năm 2011  | Ishmael Miller              | West Bromwich Albion          | Nottingham Forest                | £1.2m          |
| 15 tháng 8 năm 2011  | Kudus Oyenuga               | Tottenham Hotspur             | Bury                             | Cho mượn       |
| 16 tháng 8 năm 2011  | Daniel Ayala                | Liverpool                     | Norwich City                     | Không tiết lộ  |
| 16 tháng 8 năm 2011  | Pedro Botelho               | Arsenal                       | Rayo Vallecano                   | Cho mượn       |
| 16 tháng 8 năm 2011  | Reece Brown                 | Manchester United             | Doncaster Rovers                 | Cho mượn       |
| 16 tháng 8 năm 2011  | Emmanuel Eboué              | Arsenal                       | Galatasaray                      | £3.1m          |
| 16 tháng 8 năm 2011  | Adam Smith                  | Tottenham Hotspur             | MK Dons                          | Cho mượn       |
| 16 tháng 8 năm 2011  | Carlos Vela                 | Arsenal                       | Real Sociedad                    | Cho mượn       |
| 17 tháng 8 năm 2011  | Ben Gordon                  | Chelsea                       | Peterborough United              | Cho mượn       |
| 17 tháng 8 năm 2011  | Ben Marshall                | Stoke City                    | Sheffield Wednesday              | Cho mượn       |
| 17 tháng 8 năm 2011  | Carlos Salcido              | Fulham                        | Tigres                           | Cho mượn       |
| 18 tháng 8 năm 2011  | Faris Haroun                | Tự do                         | Middlesbrough                    | Miễn phí       |
| 18 tháng 8 năm 2011  | Zavon Hines                 | West Ham United               | Burnley                          | Tribunal       |
| 18 tháng 8 năm 2011  | Erik Huseklepp              | Bari                          | Portsmouth                       | £1.5m          |
| 18 tháng 8 năm 2011  | Romelu Lukaku               | Anderlecht                    | Chelsea                          | Không tiết lộ  |
| 19 tháng 8 năm 2011  | Joel Campbell               | Saprissa                      | Arsenal                          | Không tiết lộ  |
| 19 tháng 8 năm 2011  | Leon Clarke                 | Queens Park Rangers           | Swindon Town                     | Miễn phí       |
| 19 tháng 8 năm 2011  | Michael Doughty             | Queens Park Rangers           | Crawley Town                     | Cho mượn       |
| 19 tháng 8 năm 2011  | Anthony Gardner             | Tự do                         | Crystal Palace                   | Miễn phí       |
| 19 tháng 8 năm 2011  | Milan Lalkovič              | Chelsea                       | Doncaster Rovers                 | Cho mượn       |
| 22 tháng 8 năm 2011  | Ryan Harley                 | Swansea City                  | Brighton & Hove Albion           | Không tiết lộ  |
| 22 tháng 8 năm 2011  | Sotirios Kyrgiakos          | Liverpool                     | Wolfsburg                        | Không tiết lộ  |
| 22 tháng 8 năm 2011  | Joseph Mills                | Southampton                   | Reading                          | Không tiết lộ  |
| 23 tháng 8 năm 2011  | Daniel Drinkwater           | Manchester United             | Barnsley                         | Cho mượn       |
| 23 tháng 8 năm 2011  | Cameron Park                | Middlesbrough                 | Barnsley                         | Cho mượn       |
| 23 tháng 8 năm 2011  | Lee Miller                  | Middlesbrough                 | Carlisle United                  | Miễn phí       |
| 23 tháng 8 năm 2011  | Guirane N'Daw               | Saint-Étienne                 | Birmingham City                  | Cho mượn       |
| 23 tháng 8 năm 2011  | Simon Vukčević              | Sporting CP                   | Blackburn Rovers                 | Không tiết lộ  |
| 24 tháng 8 năm 2011  | Lauri Dalla Valle           | Fulham                        | Dundee United                    | Cho mượn       |
| 24 tháng 8 năm 2011  | Kaspars Gorkšs              | Queens Park Rangers           | Reading                          | Không tiết lộ  |
| 24 tháng 8 năm 2011  | Juan Mata                   | Valencia                      | Chelsea                          | £23.5m         |
| 24 tháng 8 năm 2011  | Samir Nasri                 | Arsenal                       | Manchester City                  | £25m           |
| 25 tháng 8 năm 2011  | Emmanuel Adebayor           | Manchester City               | Tottenham Hotspur                | Cho mượn       |
| 25 tháng 8 năm 2011  | Jimmy Bullard               | Tự do                         | Ipswich Town                     | Miễn phí       |
| 25 tháng 8 năm 2011  | Ashley Eastham              | Blackpool                     | Bury                             | Cho mượn       |
| 25 tháng 8 năm 2011  | Iago Falqué                 | Juventus                      | Tottenham Hotspur                | Cho mượn       |
| 25 tháng 8 năm 2011  | Jonathan Grounds            | Middlesbrough                 | Chesterfield                     | Cho mượn       |
| 25 tháng 8 năm 2011  | Daryl Murphy                | Celtic                        | Ipswich Town                     | Cho mượn       |
| 25 tháng 8 năm 2011  | Adam Thompson               | Watford                       | Brentford                        | Cho mượn       |
| 26 tháng 8 năm 2011  | Sam Baldock                 | Milton Keynes Dons            | West Ham United                  | Không tiết lộ  |
| 26 tháng 8 năm 2011  | Thomas Barkhuizen           | Blackpool                     | Hereford United                  | Cho mượn       |
| 26 tháng 8 năm 2011  | Joey Barton                 | Newcastle United              | Queens Park Rangers              | Miễn phí       |
| 26 tháng 8 năm 2011  | Lee Johnson                 | Bristol City                  | Chesterfield                     | Cho mượn       |
| 26 tháng 8 năm 2011  | Shaun MacDonald             | Swansea City                  | Bournemouth                      | £80k           |
| 26 tháng 8 năm 2011  | Ibrahima Sonko              | Tự do                         | Ipswich Town                     | Miễn phí       |
| 26 tháng 8 năm 2011  | Andreas Weimann             | Aston Villa                   | Watford                          | Cho mượn       |
| 27 tháng 8 năm 2011  | Ulises Dávila               | Guadalajara                   | Chelsea                          | Không tiết lộ  |
| 27 tháng 8 năm 2011  | Jonathan Hogg               | Aston Villa                   | Watford                          | Không tiết lộ  |
| 27 tháng 8 năm 2011  | Emiliano Insúa              | Liverpool                     | Sporting CP                      | Không tiết lộ  |
| 27 tháng 8 năm 2011  | Adam Le Fondre              | Rotherham United              | Reading                          | Không tiết lộ  |
| 27 tháng 8 năm 2011  | Luke Young                  | Aston Villa                   | Queens Park Rangers              | Không tiết lộ  |
| 28 tháng 8 năm 2011  | Brett Williams              | Reading                       | Rotherham United                 | Cho mượn       |
| 29 tháng 8 năm 2011  | Leon Cort                   | Burnley                       | Charlton Athletic                | Cho mượn       |
| 29 tháng 8 năm 2011  | Jean Makoun                 | Aston Villa                   | Olympiacos                       | Cho mượn       |
| 29 tháng 8 năm 2011  | Brian Montenegro            | Deportivo Maldonado           | West Ham United                  | Cho mượn       |
| 29 tháng 8 năm 2011  | Roque Santa Cruz            | Manchester City               | Real Betis                       | Cho mượn       |
| 30 tháng 8 năm 2011  | Sebastián Coates            | Nacional                      | Liverpool                        | Không tiết lộ  |
| 30 tháng 8 năm 2011  | Albert Crusat               | Almería                       | Wigan Athletic                   | Không tiết lộ  |
| 30 tháng 8 năm 2011  | Papa Bouba Diop             | Tự do                         | West Ham United                  | Miễn phí       |
| 30 tháng 8 năm 2011  | Rob Elliot                  | Charlton Athletic             | Newcastle United                 | Không tiết lộ  |
| 30 tháng 8 năm 2011  | Daniel Kearns               | Dundalk                       | Peterborough United              | Không tiết lộ  |
| 30 tháng 8 năm 2011  | Keanu Marsh-Brown           | Fulham                        | Dundee United                    | Cho mượn       |
| 30 tháng 8 năm 2011  | Davide Santon               | Internazionale                | Newcastle United                 | Không tiết lộ  |
| 30 tháng 8 năm 2011  | Armand Traoré               | Arsenal                       | Queens Park Rangers              | Không tiết lộ  |
| 30 tháng 8 năm 2011  | Gerhard Tremmel             | Tự do                         | Swansea City                     | Miễn phí       |
| 30 tháng 8 năm 2011  | Josh Walker                 | Watford                       | Stevenage                        | Cho mượn       |
| 30 tháng 8 năm 2011  | Park Chu-Young              | Monaco                        | Arsenal                          | Không tiết lộ  |
| 31 tháng 8 năm 2011  | Ahmed Abdulla               | West Ham United               | Swindon Town                     | Cho mượn       |
| 31 tháng 8 năm 2011  | Tom Adeyemi                 | Norwich City                  | Oldham Athletic                  | Cho mượn       |
| 31 tháng 8 năm 2011  | Mikel Arteta                | Everton                       | Arsenal                          | £10m           |
| 31 tháng 8 năm 2011  | David Ball                  | Peterborough United           | Rochdale                         | Cho mượn       |
| 31 tháng 8 năm 2011  | Jermaine Beckford           | Everton                       | Leicester City                   | £3m            |
| 31 tháng 8 năm 2011  | Craig Bellamy               | Manchester City               | Liverpool                        | Không tiết lộ  |
| 31 tháng 8 năm 2011  | Ahmed Benali                | Manchester City               | Rochdale                         | Cho mượn       |
| 31 tháng 8 năm 2011  | Yossi Benayoun              | Chelsea                       | Arsenal                          | Cho mượn       |
| 31 tháng 8 năm 2011  | Nicklas Bendtner            | Arsenal                       | Sunderland                       | Cho mượn       |
| 31 tháng 8 năm 2011  | David Bentley               | Tottenham Hotspur             | West Ham United                  | Cho mượn       |
| 31 tháng 8 năm 2011  | Federico Bessone            | Leeds United                  | Swansea City                     | Miễn phí       |
| 31 tháng 8 năm 2011  | Villyan Bijev               | Fortuna Düsseldorf            | Liverpool                        | Không tiết lộ  |
| 31 tháng 8 năm 2011  | Villyan Bijev               | Liverpool                     | Fortuna Düsseldorf               | Cho mượn       |
| 31 tháng 8 năm 2011  | Daniel Bogdanović           | Sheffield United              | Blackpool                        | Không tiết lộ  |
| 31 tháng 8 năm 2011  | Jordan Brown                | West Ham United               | Aldershot Town                   | Cho mượn       |
| 31 tháng 8 năm 2011  | Shane Byrne                 | Leicester City                | Bury                             | Cho mượn       |
| 31 tháng 8 năm 2011  | Joel Campbell               | Arsenal                       | Lorient                          | Cho mượn       |
| 31 tháng 8 năm 2011  | Joe Cole                    | Liverpool                     | Lille                            | Cho mượn       |
| 31 tháng 8 năm 2011  | Peter Crouch                | Tottenham Hotspur             | Stoke City                       | £10m           |
| 31 tháng 8 năm 2011  | Scott Dann                  | Birmingham City               | Blackburn Rovers                 | Không tiết lộ  |
| 31 tháng 8 năm 2011  | Ulises Dávila               | Chelsea                       | Vitesse                          | Cho mượn       |
| 31 tháng 8 năm 2011  | David Davis                 | Wolverhampton Wanderers       | Inverness Caledonian Thistle     | Cho mượn       |
| 31 tháng 8 năm 2011  | Jack Deaman                 | Tự do                         | Birmingham City                  | Miễn phí       |
| 31 tháng 8 năm 2011  | Guy Demel                   | Hamburger SV                  | West Ham United                  | Không tiết lộ  |
| 31 tháng 8 năm 2011  | Jamie Devitt                | Hull City                     | Bradford City                    | Cho mượn       |
| 31 tháng 8 năm 2011  | Royston Drenthe             | Real Madrid                   | Everton                          | Cho mượn       |
| 31 tháng 8 năm 2011  | Shane Duffy                 | Everton                       | Scunthorpe United                | Cho mượn       |
| 31 tháng 8 năm 2011  | Wade Elliott                | Burnley                       | Birmingham City                  | Không tiết lộ  |
| 31 tháng 8 năm 2011  | Liam Feeney                 | Bournemouth                   | Millwall                         | Không tiết lộ  |
| 31 tháng 8 năm 2011  | Anton Ferdinand             | Sunderland                    | Queens Park Rangers              | Unidsclosed    |
| 31 tháng 8 năm 2011  | Jonathan Franks             | Middlesbrough                 | Oxford United                    | Cho mượn       |
| 31 tháng 8 năm 2011  | Joe Garner                  | Nottingham Forest             | Watford                          | Không tiết lộ  |
| 31 tháng 8 năm 2011  | Max Gradel                  | Leeds United                  | Saint-Étienne                    | Không tiết lộ  |
| 31 tháng 8 năm 2011  | Jamie Griffiths             | Ipswich Town                  | Plymouth Argyle                  | Cho mượn       |
| 31 tháng 8 năm 2011  | Zdeněk Grygera              | Tự do                         | Fulham                           | Miễn phí       |
| 31 tháng 8 năm 2011  | John Guidetti               | Manchester City               | Feyenoord                        | Cho mượn       |
| 31 tháng 8 năm 2011  | Owen Hargreaves             | Tự do                         | Manchester City                  | Miễn phí       |
| 31 tháng 8 năm 2011  | Vicente Rodríguez           | Tự do                         | Brighton & Hove Albion           | Miễn phí       |
| 31 tháng 8 năm 2011  | Jos Hooiveld                | Celtic                        | Southampton                      | Cho mượn       |
| 31 tháng 8 năm 2011  | James Hurst                 | West Bromwich Albion          | Blackpool                        | Cho mượn       |
| 31 tháng 8 năm 2011  | Alan Hutton                 | Tottenham Hotspur             | Aston Villa                      | Không tiết lộ  |
| 31 tháng 8 năm 2011  | Pablo Ibáñez                | West Bromwich Albion          | Birmingham City                  | Không tiết lộ  |
| 31 tháng 8 năm 2011  | Jermaine Jenas              | Tottenham Hotspur             | Aston Villa                      | Cho mượn       |
| 31 tháng 8 năm 2011  | Cameron Jerome              | Birmingham City               | Stoke City                       | Không tiết lộ  |
| 31 tháng 8 năm 2011  | Gaël Kakuta                 | Chelsea                       | Bolton Wanderers                 | Cho mượn       |
| 31 tháng 8 năm 2011  | Henri Lansbury              | Arsenal                       | West Ham United                  | Cho mượn       |
| 31 tháng 8 năm 2011  | Shaun Maloney               | Celtic                        | Wigan Athletic                   | £1m            |
| 31 tháng 8 năm 2011  | Cody McDonald               | Norwich City                  | Coventry City                    | Không tiết lộ  |
| 31 tháng 8 năm 2011  | Ryan McGivern               | Manchester City               | Bristol City                     | Cho mượn       |
| 31 tháng 8 năm 2011  | Anthony McNamee             | Norwich City                  | Milton Keynes Dons               | Miễn phí       |
| 31 tháng 8 năm 2011  | Raul Meireles               | Liverpool                     | Chelsea                          | Không tiết lộ  |
| 31 tháng 8 năm 2011  | Per Mertesacker             | Werder Bremen                 | Arsenal                          | Không tiết lộ  |
| 31 tháng 8 năm 2011  | David N'Gog                 | Liverpool                     | Bolton Wanderers                 | Không tiết lộ  |
| 31 tháng 8 năm 2011  | Dany N'Guessan              | Leicester City                | Millwall                         | Không tiết lộ  |
| 31 tháng 8 năm 2011  | Wilson Palacios             | Tottenham Hotspur             | Stoke City                       | Không tiết lộ  |
| 31 tháng 8 năm 2011  | Scott Parker                | West Ham United               | Tottenham Hotspur                | £5m            |
| 31 tháng 8 năm 2011  | Christian Poulsen           | Liverpool                     | Evian                            | Không tiết lộ  |
| 31 tháng 8 năm 2011  | Bryan Ruiz                  | FC Twente                     | Fulham                           | £10.6m         |
| 31 tháng 8 năm 2011  | Orlando Sá                  | Tự do                         | Fulham                           | Miễn phí       |
| 31 tháng 8 năm 2011  | André Santos                | Fenerbahçe                    | Arsenal                          | £6.2m          |
| 31 tháng 8 năm 2011  | Jay Simpson                 | Hull City                     | Millwall                         | Cho mượn       |
| 31 tháng 8 năm 2011  | Emile Sinclair              | Macclesfeild Town             | Peterborough United              | Không tiết lộ  |
| 31 tháng 8 năm 2011  | Darnel Situ                 | Lens                          | Swansea City                     | £250k          |
| 31 tháng 8 năm 2011  | Junior Stanislas            | West Ham United               | Burnley                          | Không tiết lộ  |
| 31 tháng 8 năm 2011  | Denis Stracqualursi         | Tigre                         | Everton                          | Cho mượn       |
| 31 tháng 8 năm 2011  | Gilles Sunu                 | Arsenal                       | Lorient                          | Không tiết lộ  |
| 31 tháng 8 năm 2011  | Callum Tapping              | Tottenham Hotspur             | Heart of Midlothian              | Không tiết lộ  |
| 31 tháng 8 năm 2011  | Ben Turner                  | Coventry City                 | Cardiff City                     | Không tiết lộ  |
| 31 tháng 8 năm 2011  | Patrick van Aanholt         | Chelsea                       | Wigan Athletic                   | Cho mượn       |
| 31 tháng 8 năm 2011  | Martyn Waghorn              | Leicester City                | Hull City                        | Cho mượn       |
| 31 tháng 8 năm 2011  | Shaun Wright-Phillips       | Manchester City               | Queens Park Rangers              | Không tiết lộ  |
| 31 tháng 8 năm 2011  | Yakubu                      | Everton                       | Blackburn Rovers                 | Không tiết lộ  |

## Liên kết khác
Chung
- "Transfers – February 2011". BBC Sport. British Broadcasting Corporation. ngày 28 tháng 2 năm 2011. Truy cập ngày 28 tháng 2 năm 2011.
- "Transfers – March 2011". BBC Sport. British Broadcasting Corporation. ngày 20 tháng 3 năm 2011. Truy cập ngày 20 tháng 3 năm 2011.
- "Transfers – April 2011". BBC Sport. British Broadcasting Corporation. ngày 15 tháng 4 năm 2011. Truy cập ngày 7 tháng 5 năm 2011.
- "Transfers – May 2011". BBC Sport. British Broadcasting Corporation. ngày 31 tháng 5 năm 2011. Truy cập ngày 31 tháng 5 năm 2011.
- "Transfers – June 2011". BBC Sport. British Broadcasting Corporation. ngày 30 tháng 6 năm 2011. Truy cập ngày 30 tháng 6 năm 2011.
- "Transfers – July 2011". BBC Sport. British Broadcasting Corporation. ngày 30 tháng 7 năm 2011. Truy cập ngày 30 tháng 7 năm 2011.
- "Transfers – August 2011". BBC Sport. British Broadcasting Corporation. ngày 30 tháng 8 năm 2011. Truy cập ngày 30 tháng 8 năm 2011.

Đặc biệt
1. ↑  "Chelsea's Ben Gordon completes Scunthorpe United move". BBC Sport. British Broadcasting Corporation. ngày 7 tháng 2 năm 2011. Truy cập ngày 7 tháng 2 năm 2011.
2. ↑  "Carlisle United sign QPR defender Gary Borrowdale". BBC Sport. British Broadcasting Corporation. ngày 8 tháng 2 năm 2011. Truy cập ngày 8 tháng 2 năm 2011.
3. ↑  "Leeds United sign Aston Villa right-back Lichaj on Cho mượn". BBC Sport. British Broadcasting Corporation. ngày 9 tháng 2 năm 2011. Truy cập ngày 9 tháng 2 năm 2011.
4. ↑  "Keeper Iain Turner joins Preston on Cho mượn from Everton". BBC Sport. British Broadcasting Corporation. ngày 9 tháng 2 năm 2011. Truy cập ngày 9 tháng 2 năm 2011.
5. ↑  "Newcastle sign striker Shefki Kuqi". BBC Sport. British Broadcasting Corporation. ngày 10 tháng 2 năm 2011. Truy cập ngày 10 tháng 2 năm 2011.
6. 1 2  "Notts County sign McDonald and Clifford". BBC Sport. British Broadcasting Corporation. ngày 11 tháng 2 năm 2011. Truy cập ngày 11 tháng 2 năm 2011.
7. ↑  "Leicester's Jack Hobbs completes Cho mượn move to Hull City". BBC Sport. British Broadcasting Corporation. ngày 15 tháng 2 năm 2011. Truy cập ngày 15 tháng 2 năm 2011.
8. 1 2  "Bjorn Helge Riise and Sam Vokes Cho mượned to Blades". BBC Sport. British Broadcasting Corporation. ngày 15 tháng 2 năm 2011. Truy cập ngày 15 tháng 2 năm 2011.
9. ↑  "South Africa's Dikgacoi moves to Crystal Palace on Cho mượn". BBC Sport. British Broadcasting Corporation. ngày 16 tháng 2 năm 2011. Truy cập ngày 16 tháng 2 năm 2011.
10. ↑  "Rovers move for Moussa". Sky Sports. BSkyB. ngày 19 tháng 2 năm 2011. Truy cập ngày 19 tháng 2 năm 2011.
11. ↑  "Toffees wrap up Hammar deal". Sky Sports. BSkyB. ngày 24 tháng 2 năm 2011. Truy cập ngày 24 tháng 2 năm 2011.
12. ↑  "Cardiff full-back Matthews signs pre-contract at Celtic". BBC Sport. British Broadcasting Corporation. ngày 25 tháng 2 năm 2011. Truy cập ngày 25 tháng 5 năm 2011.
13. ↑  "Blackpool striker Harewood joins Barnsley on Cho mượn". BBC Sport. British Broadcasting Corporation. ngày 26 tháng 2 năm 2011. Truy cập ngày 26 tháng 2 năm 2011.
14. ↑  "Palace take Agustien on Cho mượn". Sky Sports. BSkyB. ngày 8 tháng 3 năm 2011. Truy cập ngày 8 tháng 3 năm 2011.
15. ↑  "Swindon Town bring in Crystal Palace's Calvin Andrew". BBC Sport. British Broadcasting Corporation. ngày 10 tháng 3 năm 2011. Truy cập ngày 10 tháng 3 năm 2011.
16. ↑  "Torquay sign striker Ronan Murray on Cho mượn from Ipswich". BBC Sport. British Broadcasting Corporation. ngày 10 tháng 3 năm 2011. Truy cập ngày 10 tháng 3 năm 2011.
17. ↑  "Kieron Dyer signs for Ipswich Town on one-month Cho mượn". BBC Sport. British Broadcasting Corporation. ngày 11 tháng 3 năm 2011. Truy cập ngày 11 tháng 3 năm 2011.
18. ↑  "Swansea sign Fabio Borini from Premier League Chelsea". BBC Sport. British Broadcasting Corporation. ngày 17 tháng 3 năm 2011. Truy cập ngày 17 tháng 3 năm 2011.
19. ↑  "Arsenal re-sign keeper Jens Lehmann until end of season". BBC Sport. British Broadcasting Corporation. ngày 17 tháng 3 năm 2011. Truy cập ngày 17 tháng 3 năm 2011.
20. ↑  "Yeovil Town sign Tottenham Hotspur striker Obika". BBC Sport. British Broadcasting Corporation. ngày 17 tháng 3 năm 2011. Truy cập ngày 17 tháng 3 năm 2011.
21. ↑  "Ipswich defender Tommy Smith joins Colchester on Cho mượn". BBC Sport. British Broadcasting Corporation. ngày 17 tháng 3 năm 2011. Truy cập ngày 17 tháng 3 năm 2011.
22. ↑  "Blackburn Rovers sign Aberdeen defender Myles Anderson". BBC Sport. British Broadcasting Corporation. ngày 22 tháng 3 năm 2011. Truy cập ngày 22 tháng 3 năm 2011.
23. ↑  "Swansea City complete Cho mượn deal for Tamas Priskin". BBC Sport. British Broadcasting Corporation. ngày 24 tháng 3 năm 2011. Truy cập ngày 24 tháng 3 năm 2011.
24. ↑  "Cardiff City sign Bolton defender Jlloyd Samuel on Cho mượn". BBC Sport. British Broadcasting Corporation. ngày 24 tháng 3 năm 2011. Truy cập ngày 24 tháng 3 năm 2011.
25. ↑  "Millwall defender Pat O'Connor joins Lewes on Cho mượn". BBC Sport. British Broadcasting Corporation. ngày 30 tháng 3 năm 2011. Truy cập ngày 30 tháng 3 năm 2011.
26. ↑  In Major League Soccer, all player contracts are owned by the league, not by individual teams.
27. ↑  "Toronto take Eckersley". Sky Sports. BSkyB. ngày 15 tháng 4 năm 2011. Truy cập ngày 2 tháng 7 năm 2011.
28. ↑  "North End sign Billington". Sky Sports. BSkyB. ngày 12 tháng 5 năm 2011. Truy cập ngày 12 tháng 5 năm 2011.
29. ↑  "Corry Evans makes Hull City switch permanent". BBC Sport. British Broadcasting Corporation. ngày 12 tháng 5 năm 2011. Truy cập ngày 12 tháng 5 năm 2011.
30. ↑  "Middlesbrough sign teenage striker Curtis Main". BBC Sport. British Broadcasting Corporation. ngày 12 tháng 5 năm 2011. Truy cập ngày 12 tháng 5 năm 2011.
31. ↑  "Pools seal Poole capture". Sky Sports. BSkyB. ngày 13 tháng 5 năm 2011. Truy cập ngày 13 tháng 5 năm 2011.
32. ↑  "Boro swoop for young Toffee". Sky Sports. BSkyB. ngày 17 tháng 5 năm 2011. Truy cập ngày 17 tháng 5 năm 2011.
33. ↑  "Robins youngster off to Seaside". Sky Sports. BSkyB. ngày 17 tháng 5 năm 2011. Truy cập ngày 17 tháng 5 năm 2011.
34. ↑  "Sproule pens Hibs return". Sky Sports. BSkyB. ngày 18 tháng 5 năm 2011. Truy cập ngày 18 tháng 5 năm 2011.
35. ↑  "Ipswich's Tom Eastman makes Colchester United switch". BBC Sport. British Broadcasting Corporation. ngày 19 tháng 5 năm 2011. Truy cập ngày 19 tháng 5 năm 2011.
36. ↑  "Liverpool FC beat Man Utd to signature of Irish teenager Alex O'Hanlon". Liverpool Echo. Trinity Mirror. ngày 19 tháng 5 năm 2011. Truy cập ngày 26 tháng 5 năm 2011.
37. ↑  "Man City trump Barcelona in snapping up Suarez from Celta Vigo". Mail Online. Daily Mail. ngày 23 tháng 5 năm 2011. Truy cập ngày 23 tháng 5 năm 2011.
38. ↑  "Crystal Palace swoop for Brighton striker Glenn Murray". BBC Sport. British Broadcasting Corporation. ngày 24 tháng 5 năm 2011. Truy cập ngày 24 tháng 5 năm 2011.
39. ↑  "Dundee United confirm Willo Flood signing". BBC Sport. British Broadcasting Corporation. ngày 24 tháng 5 năm 2011. Truy cập ngày 25 tháng 5 năm 2011.
40. ↑  "Reading agree Mikele Leigertwood deal with QPR". BBC Sport. British Broadcasting Corporation. ngày 26 tháng 5 năm 2011. Truy cập ngày 26 tháng 5 năm 2011.
41. 1 2  "Gunners finalise Barca swoops". Sky Sports. BSkyB. ngày 26 tháng 5 năm 2011. Truy cập ngày 26 tháng 5 năm 2011.
42. 1 2  "Rangers snap up Manchester City twins". STV. STV Group. ngày 26 tháng 5 năm 2011. Bản gốc lưu trữ ngày 8 tháng 6 năm 2011. Truy cập ngày 23 tháng 6 năm 2011.
43. ↑  "Notts County sign Ishmel Demontagnac from Blackpool". BBC Sport. British Broadcasting Corporation. ngày 27 tháng 5 năm 2011. Truy cập ngày 27 tháng 5 năm 2011.
44. ↑  "Norwich City sign striker James Vaughan from Everton". BBC Sport. British Broadcasting Corporation. ngày 27 tháng 5 năm 2011. Truy cập ngày 27 tháng 5 năm 2011.
45. ↑  "Elmander seals Gala switch". Sky Sports. BSkyB. ngày 30 tháng 5 năm 2011. Truy cập ngày 20 tháng 6 năm 2011.
46. ↑  "Michael Mancienne signs for Hamburg from Chelsea". BBC Sport. British Broadcasting Corporation. ngày 31 tháng 5 năm 2011. Truy cập ngày 31 tháng 5 năm 2011.
47. ↑  "Charlton sign goalkeeper John Sullivan from Millwall". BBC Sport. British Broadcasting Corporation. ngày 31 tháng 5 năm 2011. Truy cập ngày 31 tháng 5 năm 2011.
48. ↑  "Thompson delighted to seal move to St Mirren". BBC Sport. British Broadcasting Corporation. ngày 1 tháng 6 năm 2011. Truy cập ngày 1 tháng 6 năm 2011.
49. ↑  "West Brom sign Billy Jones of Preston on Miễn phí transfer". BBC Sport. British Broadcasting Corporation. ngày 3 tháng 6 năm 2011. Truy cập ngày 3 tháng 6 năm 2011.
50. ↑  "Hamburg capture Jacopo Sala from Chelsea". BBC Sport. British Broadcasting Corporation. ngày 3 tháng 6 năm 2011. Truy cập ngày 3 tháng 6 năm 2011.
51. ↑  "Goalkeeper Brad Friedel agrees to Tottenham switch". BBC Sport. British Broadcasting Corporation. ngày 3 tháng 6 năm 2011. Truy cập ngày 3 tháng 6 năm 2011.
52. ↑  "Norwich City sign Millwall striker Steve Morison". BBC Sport. British Broadcasting Corporation. ngày 6 tháng 6 năm 2011. Truy cập ngày 6 tháng 6 năm 2011.
53. ↑  "Swansea City complete record Danny Graham deal". BBC Sport. British Broadcasting Corporation. ngày 7 tháng 6 năm 2011. Truy cập ngày 7 tháng 6 năm 2011.
54. ↑  "Ahmed Elmohamady makes permanent move to Sunderland from ENPPI". BBC Sport. British Broadcasting Corporation. ngày 9 tháng 6 năm 2011. Truy cập ngày 9 tháng 6 năm 2011.
55. ↑  "Bản sao đã lưu trữ". Bản gốc lưu trữ ngày 7 tháng 8 năm 2011. Truy cập ngày 30 tháng 9 năm 2011.
56. ↑  "Hello, Cabaye!". nufc.co.uk. Newcastle United FC. ngày 10 tháng 6 năm 2011. Bản gốc lưu trữ ngày 23 tháng 9 năm 2013. Truy cập ngày 10 tháng 6 năm 2011.
57. ↑  "Manchester United secure deal for Blackburn's Phil Jones". BBC Sport. British Broadcasting Corporation. ngày 13 tháng 6 năm 2011. Truy cập ngày 13 tháng 6 năm 2011.
58. ↑  "Norwich swoop for Brighton midfielder Elliott Bennett". BBC Sport. British Broadcasting Corporation. ngày 14 tháng 6 năm 2011. Truy cập ngày 14 tháng 6 năm 2011.
59. ↑  "Hammers bring in Faye". Sky Sports. BSkyB. ngày 14 tháng 6 năm 2011. Truy cập ngày 14 tháng 6 năm 2011.
60. ↑  "Striker Garry O'Connor returns to former club Hibernian". BBC Sport. British Broadcasting Corporation. ngày 15 tháng 6 năm 2011. Truy cập ngày 15 tháng 6 năm 2011.
61. ↑  "Bebe makes Cho mượn move from Man Utd to Besiktas". BBC Sport. British Broadcasting Corporation. ngày 16 tháng 6 năm 2011. Truy cập ngày 16 tháng 6 năm 2011.
62. ↑  "West Ham United sign Kevin Nolan from Newcastle United". BBC Sport. British Broadcasting Corporation. ngày 16 tháng 6 năm 2011. Truy cập ngày 16 tháng 6 năm 2011.
63. ↑  "Newcastle make striker Demba Ba capture from West Ham". BBC Sport. British Broadcasting Corporation. ngày 17 tháng 6 năm 2011. Truy cập ngày 17 tháng 6 năm 2011.
64. ↑  "De Laet set for Canaries Cho mượn". Sky Sports. BSkyB. ngày 17 tháng 6 năm 2011. Truy cập ngày 17 tháng 6 năm 2011.
65. ↑  "Toon seal Marveaux coup". Sky Sports. BSkyB. ngày 18 tháng 6 năm 2011. Truy cập ngày 18 tháng 6 năm 2011.
66. ↑  "Sebek leaves Stamford Bridge". Sky Sports. BSkyB. ngày 20 tháng 6 năm 2011. Truy cập ngày 20 tháng 6 năm 2011.
67. ↑  "Caley capture Hornets defender". Sky Sports. BSkyB. ngày 21 tháng 6 năm 2011. Truy cập ngày 21 tháng 6 năm 2011.
68. ↑  "Da Costa departs Hammers". Sky Sports. BSkyB. ngày 21 tháng 6 năm 2011. Truy cập ngày 21 tháng 6 năm 2011.
69. ↑  "Done deal for Barnsley". Barnsley F.C. Official Site. Barnsley FC. ngày 21 tháng 6 năm 2011. Truy cập ngày 21 tháng 6 năm 2011.
70. ↑  "Watford confirm Forsyth arrival". Sky Sports. BSkyB. ngày 21 tháng 6 năm 2011. Truy cập ngày 21 tháng 6 năm 2011.
71. ↑  "Jamie O'Hara makes £5m move to Wolves from Tottenham". BBC Sport. British Broadcasting Corporation. ngày 21 tháng 6 năm 2011. Truy cập ngày 21 tháng 6 năm 2011.
72. ↑  "Wolves sign goalkeeper Dorus De Vries from Swansea". BBC Sport. British Broadcasting Corporation. ngày 22 tháng 6 năm 2011. Truy cập ngày 22 tháng 6 năm 2011.
73. 1 2  "Seb Larsson and Keiren Westwood sign for Sunderland". BBC Sport. British Broadcasting Corporation. ngày 22 tháng 6 năm 2011. Truy cập ngày 22 tháng 6 năm 2011.
74. ↑  "Craig Conway signing confirmed". Cardiff City Official Site. Cardiff City FC. ngày 23 tháng 6 năm 2011. Bản gốc lưu trữ ngày 6 tháng 4 năm 2012. Truy cập ngày 23 tháng 6 năm 2011.
75. ↑  "Tykes tie up McNulty deal". Sky Sports. BSkyB. ngày 24 tháng 6 năm 2011. Truy cập ngày 24 tháng 6 năm 2011.
76. 1 2  "Barnsley sign four players". BBC Sport. British Broadcasting Corporation. ngày 24 tháng 6 năm 2011. Truy cập ngày 24 tháng 6 năm 2011.
77. ↑  "Radoslav Kovac leaves West Ham United for FC Basel". BBC Sport. British Broadcasting Corporation. ngày 24 tháng 6 năm 2011. Truy cập ngày 25 tháng 6 năm 2011.
78. ↑  "Spurr secures Donny switch". Sky Sports. BSkyB. ngày 28 tháng 6 năm 2011. Truy cập ngày 28 tháng 6 năm 2011.
79. ↑  "City teen sees Cho mượn extended". Sky Sports. BSkyB. ngày 28 tháng 6 năm 2011. Truy cập ngày 28 tháng 6 năm 2011.
80. ↑  "Oastler signs to soar at Gulls". Sky Sports. BSkyB. ngày 28 tháng 6 năm 2011. Truy cập ngày 28 tháng 6 năm 2011.
81. ↑  "Lions land Henderson". Sky Sports. BSkyB. ngày 29 tháng 6 năm 2011. Truy cập ngày 29 tháng 6 năm 2011.
82. ↑  "Sochaux secure Mouyokolo Cho mượn". Sky Sports. BSkyB. ngày 29 tháng 6 năm 2011. Truy cập ngày 29 tháng 6 năm 2011.
83. 1 2  "Rovers hand duo one-year deals". Sky Sports. BSkyB. ngày 29 tháng 6 năm 2011. Truy cập ngày 29 tháng 6 năm 2011.
84. ↑  "Accrington capture Coid". Sky Sports. BSkyB. ngày 29 tháng 6 năm 2011. Truy cập ngày 30 tháng 6 năm 2011.
85. ↑  "Arron Davies agrees deal at Northampton Town". BBC Sport. British Broadcasting Corporation. ngày 29 tháng 6 năm 2011. Truy cập ngày 30 tháng 6 năm 2011.
86. ↑  "Dons clinch Gonzalez Cho mượn". Sky Sports. BSkyB. ngày 29 tháng 6 năm 2011. Truy cập ngày 29 tháng 6 năm 2011.
87. ↑  "Bruma Cho mượn To Hamburg". chelseafc.com. Chelsea FC. ngày 30 tháng 6 năm 2011. Truy cập ngày 1 tháng 7 năm 2011.
88. 1 2  "Coventry City sign sign Chris Dunn and Joe Murphy". BBC Sport. British Broadcasting Corporation. ngày 30 tháng 6 năm 2011. Truy cập ngày 30 tháng 6 năm 2011.
89. ↑  "Shrimpers snap up N'Diaye". Sky Sports. BSkyB. ngày 30 tháng 6 năm 2011. Truy cập ngày 30 tháng 6 năm 2011.
90. ↑  "Mansfield Town bring in Leicester City's Luke O'Neill". BBC Sport. British Broadcasting Corporation. ngày 30 tháng 6 năm 2011. Truy cập ngày 30 tháng 6 năm 2011.
91. ↑  "Newcastle sign Mehdi Abeid from French side Lens". BBC Sport. British Broadcasting Corporation. ngày 1 tháng 6 năm 2011. Truy cập ngày 1 tháng 6 năm 2011.
92. ↑  "Rovers recruit Baxendale". Sky Sports. BSkyB. ngày 1 tháng 7 năm 2011. Truy cập ngày 1 tháng 7 năm 2011.
93. ↑  "West Bromwich Albion's Scott Carson joins Bursaspor". BBC Sport. British Broadcasting Corporation. ngày 1 tháng 7 năm 2011. Truy cập ngày 1 tháng 7 năm 2011.
94. ↑  "Swansea secure Cho mượn deal for Spurs' Steven Caulker". BBC Sport. British Broadcasting Corporation. ngày 1 tháng 7 năm 2011. Truy cập ngày 1 tháng 7 năm 2011.
95. ↑  "Norwich City sign Bradley Johnson from Leeds United". BBC Sport. British Broadcasting Corporation. ngày 1 tháng 7 năm 2011. Truy cập ngày 1 tháng 7 năm 2011.
96. ↑  "Rams seal Legzdins deal". Sky Sports. BSkyB. ngày 1 tháng 7 năm 2011. Truy cập ngày 1 tháng 7 năm 2011.
97. ↑  "Terriers snatch up McDermott". Sky Sports. BSkyB. ngày 1 tháng 7 năm 2011. Truy cập ngày 1 tháng 7 năm 2011.
98. ↑  "McKenna seals Hull move". Sky Sports. BSkyB. ngày 1 tháng 7 năm 2011. Truy cập ngày 1 tháng 7 năm 2011.
99. ↑  "Bolton sign former Swansea City player Darren Pratley". BBC Sport. British Broadcasting Corporation. ngày 1 tháng 7 năm 2011. Truy cập ngày 1 tháng 7 năm 2011.
100. ↑  "Sunderland snap up Deacon". Sky Sports. BSkyB. ngày 2 tháng 7 năm 2011. Truy cập ngày 2 tháng 7 năm 2011.
101. ↑  "Ciftci heads for Turkey". Sky Sports. BSkyB. ngày 3 tháng 7 năm 2011. Truy cập ngày 3 tháng 7 năm 2011.
102. ↑  "Everton re-sign Sporting teen". Sky Sports. BSkyB. ngày 4 tháng 7 năm 2011. Truy cập ngày 4 tháng 7 năm 2011.
103. ↑  "South Africa's Dikgacoi completes Crystal Palace move". BBC Sport. British Broadcasting Corporation. ngày 4 tháng 7 năm 2011. Truy cập ngày 4 tháng 7 năm 2011.
104. ↑  "Taylor transfer completed". Cardiff City Official Site. Cardiff City FC. ngày 4 tháng 7 năm 2011. Bản gốc lưu trữ ngày 20 tháng 9 năm 2012. Truy cập ngày 4 tháng 7 năm 2011.
105. ↑  "Double Capture". ictfc.co.uk. Inverness Caledonian Thistle FC. ngày 4 tháng 7 năm 2011. Truy cập ngày 6 tháng 7 năm 2011.
106. ↑  "Bennett joins Owls from Forest". Sky Sports. BSkyB. ngày 5 tháng 7 năm 2011. Truy cập ngày 5 tháng 7 năm 2011.
107. ↑  Neil Allen (ngày 5 tháng 7 năm 2011). "Keeper seals Pompey move". The News. Truy cập ngày 7 tháng 7 năm 2011.
108. ↑  "Barrett seals Cherries switch". Sky Sports. BSkyB. ngày 6 tháng 7 năm 2011. Truy cập ngày 6 tháng 7 năm 2011.
109. ↑  "Robert Earnshaw returns to Cardiff City". BBC Sport. British Broadcasting Corporation. ngày 6 tháng 7 năm 2011. Truy cập ngày 6 tháng 7 năm 2011.
110. ↑  "Sunderland midfielder Riveros joins Kayserispor on Cho mượn". BBC Sport. British Broadcasting Corporation. ngày 6 tháng 7 năm 2011. Truy cập ngày 6 tháng 7 năm 2011.
111. ↑  "Posh clinch Alcock swoop". Sky Sports. BSkyB. ngày 7 tháng 7 năm 2011. Truy cập ngày 7 tháng 7 năm 2011.
112. ↑  "Saints seal Cork signing". Sky Sports. BSkyB. ngày 7 tháng 7 năm 2011. Truy cập ngày 7 tháng 7 năm 2011.
113. ↑  "Mills clinches Leicester move". Sky Sports. BSkyB. ngày 7 tháng 7 năm 2011. Truy cập ngày 7 tháng 7 năm 2011.
114. ↑  "Lions seal Stewart deal". Sky Sports. BSkyB. ngày 7 tháng 7 năm 2011. Truy cập ngày 7 tháng 7 năm 2011.
115. ↑  "Kris Boyd moves from Middlesbrough to Eskisehirspor". BBC Sport. British Broadcasting Corporation. ngày 8 tháng 7 năm 2011. Truy cập ngày 8 tháng 7 năm 2011.
116. ↑  "Cardiff complete Gunnarsson move". Cardiff City FC. ngày 8 tháng 7 năm 2011. Bản gốc lưu trữ ngày 8 tháng 9 năm 2011. Truy cập ngày 8 tháng 7 năm 2011.
117. ↑  "Benfica goalkeeper Jose Moreira joins Swansea City". BBC Sport. British Broadcasting Corporation. ngày 8 tháng 7 năm 2011. Truy cập ngày 8 tháng 7 năm 2011.
118. ↑  "Fulham move for Somogyi". Sky Sports. BSkyB. ngày 8 tháng 7 năm 2011. Truy cập ngày 8 tháng 7 năm 2011.
119. ↑  "Wales' David Vaughan completes move to Sunderland". BBC Sport. British Broadcasting Corporation. ngày 8 tháng 7 năm 2011. Truy cập ngày 8 tháng 7 năm 2011.
120. ↑  "Seasiders sign Hill". Sky Sports. BSkyB. ngày 9 tháng 7 năm 2011. Truy cập ngày 9 tháng 7 năm 2011.
121. ↑  "Midfielder Lee Bowyer joins Ipswich Town". BBC Sport. British Broadcasting Corporation. ngày 10 tháng 7 năm 2011. Truy cập ngày 10 tháng 7 năm 2011.
122. ↑  "Mason completed Bluebirds switch". Cardiff City FC. ngày 10 tháng 7 năm 2011. {{Chú thích báo}}: |ngày truy cập= cần |url= (trợ giúp)
123. ↑  "Phillips signs for Seasiders". Sky Sports. BSkyB. ngày 10 tháng 7 năm 2011. Truy cập ngày 10 tháng 7 năm 2011.
124. ↑  "Mallorca bring in Zuiverloon". Sky Sports. BSkyB. ngày 10 tháng 7 năm 2011. Truy cập ngày 10 tháng 7 năm 2011.
125. ↑  "Wellington returning to Levante". Sky Sports. BSkyB. ngày 10 tháng 7 năm 2011. Truy cập ngày 12 tháng 7 năm 2011.
126. ↑  "Spurs sign ex-Barca youngster". Sky Sports. BSkyB. ngày 11 tháng 7 năm 2011. Truy cập ngày 11 tháng 7 năm 2011.
127. ↑  "Ward wings his way to Town". Sky Sports. BSkyB. ngày 11 tháng 7 năm 2011. Truy cập ngày 12 tháng 7 năm 2011.
128. ↑  "Digard completes Nice move". Sky Sports. BSkyB. ngày 12 tháng 7 năm 2011. Truy cập ngày 12 tháng 7 năm 2011.
129. ↑  "Dyer signs QPR deal". Sky Sports. BSkyB. ngày 13 tháng 7 năm 2011. Truy cập ngày 13 tháng 7 năm 2011.
130. ↑  "Wolves complete Johnson deal". Sky Sports. BSkyB. ngày 13 tháng 7 năm 2011. Truy cập ngày 13 tháng 7 năm 2011.
131. ↑  "Watford crown Prince move". Sky Sports. BSkyB. ngày 14 tháng 7 năm 2011. Truy cập ngày 14 tháng 7 năm 2011.
132. ↑  "Brown makes Rovers return". Sky Sports. BSkyB. ngày 14 tháng 7 năm 2011. Truy cập ngày 14 tháng 7 năm 2011.
133. ↑  "Clarets land Mee". Sky Sports. BSkyB. ngày 14 tháng 7 năm 2011. Truy cập ngày 14 tháng 7 năm 2011.
134. ↑  "Clarke Carlisle joins Preston North End on Cho mượn". BBC Sport. British Broadcasting Corporation. ngày 14 tháng 7 năm 2011. Truy cập ngày 15 tháng 7 năm 2011.
135. ↑  "Done deal for Doni". Sky Sports. BSkyB. ngày 15 tháng 7 năm 2011. Truy cập ngày 16 tháng 7 năm 2011.
136. ↑  "Downing joins Liverpool". Sky Sports. BSkyB. ngày 15 tháng 7 năm 2011. Truy cập ngày 16 tháng 7 năm 2011.
137. ↑  "Defender leaves Latics". Sky Sports. BSkyB. ngày 18 tháng 7 năm 2011. Truy cập ngày 18 tháng 7 năm 2011.
138. ↑  "Souleymane deal agreed". Tottenham Hotspur F.C. ngày 18 tháng 7 năm 2011. Truy cập ngày 25 tháng 7 năm 2011.
139. ↑  "Rennes seal Mavinga deal". Sky Sports. BSkyB. ngày 19 tháng 7 năm 2011. Truy cập ngày 20 tháng 7 năm 2011.
140. ↑  "Spurs kid returns to Standard". Sky Sports. BSkyB. ngày 19 tháng 7 năm 2011. Truy cập ngày 20 tháng 7 năm 2011.
141. ↑  "Boateng pens Reds deal". Sky Sports. BSkyB. ngày 20 tháng 7 năm 2011. Truy cập ngày 20 tháng 7 năm 2011.
142. ↑  "Jo makes City exit". Sky Sports. BSkyB. ngày 20 tháng 7 năm 2011. Truy cập ngày 21 tháng 7 năm 2011.
143. ↑  "Blackpool land duo". Sky Sports. BSkyB. ngày 21 tháng 7 năm 2011. Truy cập ngày 22 tháng 7 năm 2011.
144. ↑  "Cardiff City complete Filip Kiss Cho mượn deal". BBC Sport. British Broadcasting Corporation. ngày 21 tháng 7 năm 2011. Truy cập ngày 23 tháng 7 năm 2011.
145. ↑  "Rudy Gestede deal completed". Cardiff City FC. ngày 26 tháng 7 năm 2011. Bản gốc lưu trữ ngày 22 tháng 9 năm 2012. Truy cập ngày 26 tháng 7 năm 2011.
146. ↑  "Blackpool sign Spanish midfielder Angel Martinez". BBC Sport. British Broadcasting Corporation. ngày 26 tháng 7 năm 2011. Truy cập ngày 26 tháng 7 năm 2011.
147. ↑  "Daggers land Shea". Sky Sports. BSkyB. ngày 26 tháng 7 năm 2011. Truy cập ngày 28 tháng 7 năm 2011.
148. ↑  "Latics swoop for Johnstone". Sky Sports. BSkyB. ngày 26 tháng 7 năm 2011. Truy cập ngày 28 tháng 7 năm 2011.
149. ↑  "COURTOIS COMPLETED". chelseafc.com. Chelsea FC. ngày 26 tháng 7 năm 2011. Truy cập ngày 28 tháng 7 năm 2011.
150. ↑  "Wigan striker Mauro Boselli joins Genoa on Cho mượn". BBC Sport. British Broadcasting Corporation. ngày 2 tháng 8 năm 2011. Truy cập ngày 2 tháng 8 năm 2011.
151. ↑  "Zoltan Gera rejoins West Brom after Fulham exit". BBC Sport. British Broadcasting Corporation. ngày 2 tháng 8 năm 2011. Truy cập ngày 2 tháng 8 năm 2011.
152. ↑  "Rochdale sign Blackburn Rovers keeper Jake Kean on Cho mượn". BBC Sport. British Broadcasting Corporation. ngày 2 tháng 8 năm 2011. Truy cập ngày 2 tháng 8 năm 2011.
153. ↑  "Wolves keeper Carl Ikeme seals Middlesbrough Cho mượn move". BBC Sport. British Broadcasting Corporation. ngày 3 tháng 8 năm 2011. Truy cập ngày 3 tháng 8 năm 2011.
154. ↑  "Reds complete Jovanovic sale". LFCTV. Liverpool FC. ngày 8 tháng 8 năm 2011. Truy cập ngày 8 tháng 8 năm 2011.
155. ↑  "Leicester City confirm one-year deal for Michael Ball". BBC Sport. British Broadcasting Corporation. ngày 6 tháng 8 năm 2011. Truy cập ngày 6 tháng 8 năm 2011.
156. ↑  http://www.portsmouthfc.co.uk/LatestNews/news/Pompey-Sign-Dailly-2417.aspx%5B%5D
157. ↑  "Bradford City sign Spurs keeper Oscar Jansson on Cho mượn". BBC Sport. British Broadcasting Corporation. ngày 8 tháng 8 năm 2011. Truy cập ngày 8 tháng 8 năm 2011.
158. ↑  "Murphy makes QPR move". Sky Sports. BSkyB. ngày 10 tháng 8 năm 2011. Truy cập ngày 10 tháng 8 năm 2011.
159. ↑  "Tottenham snare Juve man". Sky Sports. BSkyB. ngày 25 tháng 8 năm 2011. Truy cập ngày 25 tháng 8 năm 2011.
160. ↑  "Cherries clinch MacDonald deal". Sky Sports. BSkyB. ngày 26 tháng 8 năm 2011. Truy cập ngày 26 tháng 8 năm 2011.
161. ↑  "Aston Villa midfielder Jean Makoun joins Olympiakos on Cho mượn". BBC Sport. ngày 29 tháng 8 năm 2011. Truy cập ngày 31 tháng 8 năm 2011.
162. ↑  "West Ham United sign striker Brian Montenegro". BBC Sport. ngày 29 tháng 8 năm 2011. Truy cập ngày 31 tháng 8 năm 2011.
163. ↑  "Man City striker Roque Santa Cruz joins Real Betis on Cho mượn". BBC Sport. ngày 29 tháng 8 năm 2011. Truy cập ngày 31 tháng 8 năm 2011.
164. ↑  "Uruguay defender Sebastian Coates seals Liverpool move". BBC Sport. ngày 30 tháng 8 năm 2011. Truy cập ngày 31 tháng 8 năm 2011.
165. ↑  "Wigan Athletic sign Spanish winger Albert Crusat". BBC Sport. ngày 30 tháng 8 năm 2011. Truy cập ngày 31 tháng 8 năm 2011.
166. ↑  "West Ham sign midfielder Papa Bouba Diop". BBC Sport. ngày 30 tháng 8 năm 2011. Truy cập ngày 31 tháng 8 năm 2011.
167. 1 2  "Inter Milan defender Davide Santon joins Newcastle". BBC Sport. ngày 30 tháng 8 năm 2011. Truy cập ngày 31 tháng 8 năm 2011.
168. ↑  "Daniel Kearns completes Peterborough United move". BBC Sport. ngày 30 tháng 8 năm 2011. Truy cập ngày 31 tháng 8 năm 2011.
169. ↑  "Fulham's Keanu Marsh-Brown joins Dundee Utd on Cho mượn". BBC Sport. ngày 30 tháng 8 năm 2011. Truy cập ngày 31 tháng 8 năm 2011.
170. ↑  "Arsenal defender Armand Traore joins QPR". BBC Sport. ngày 30 tháng 8 năm 2011. Truy cập ngày 31 tháng 8 năm 2011.
171. ↑  "Swansea complete Gerhard Tremmel signing". BBC Sport. ngày 30 tháng 8 năm 2011. Truy cập ngày 31 tháng 8 năm 2011.
172. ↑  "Stevenage sign up Watford's Josh Walker on Cho mượn". BBC Sport. ngày 30 tháng 8 năm 2011. Truy cập ngày 31 tháng 8 năm 2011.
173. ↑  "Arsenal agree deal to sign Monaco's Chu Young Park". BBC Sport. ngày 30 tháng 8 năm 2011. {{Chú thích báo}}: |ngày truy cập= cần |url= (trợ giúp); Đã bỏ qua văn bản “urlhttp://news.bbc.co.uk/sport1/hi/football/14692916.stm” (trợ giúp)

Bản mẫu:Bóng đá Anh 2010–11
Bản mẫu:Bóng đá Anh 2011–12